# Shinkansen

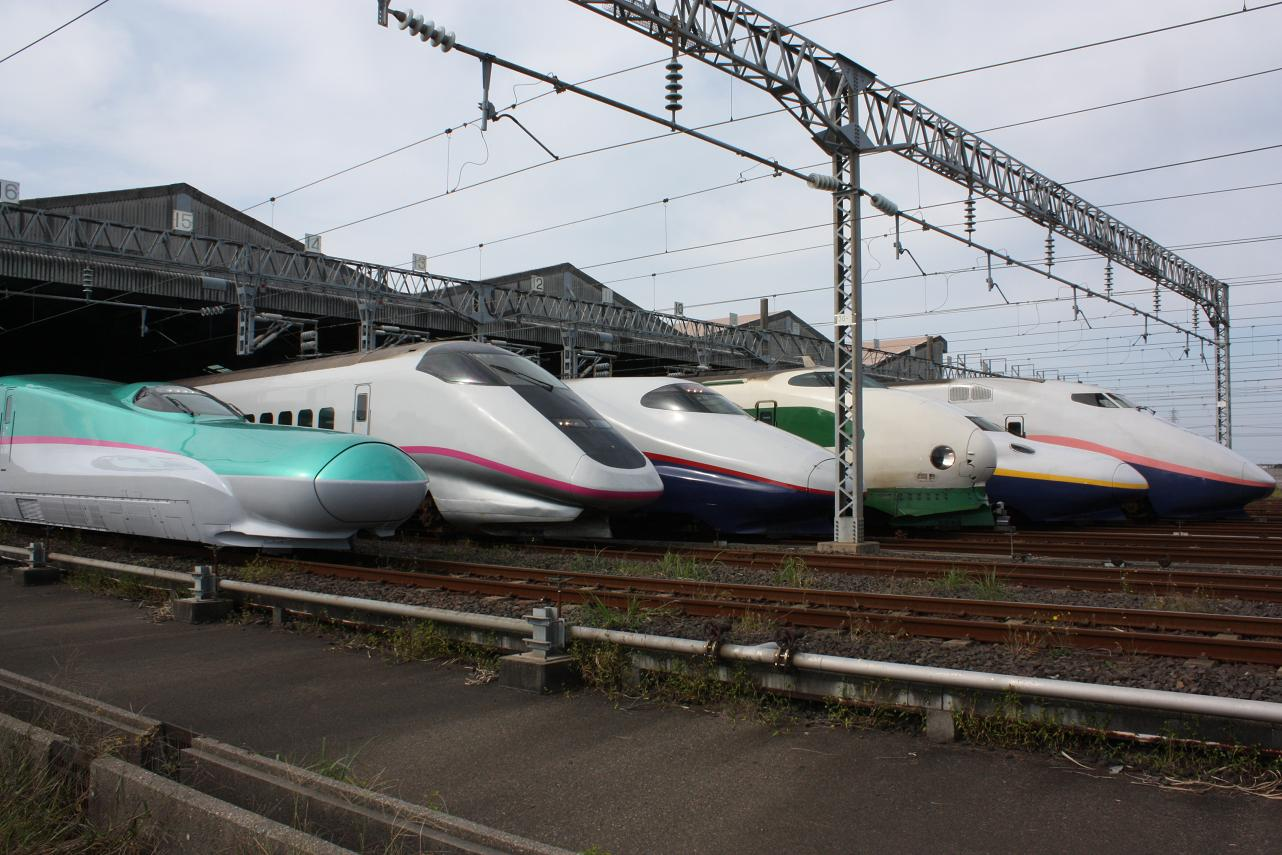
Mehrere Baureihen des Shinkansen nebeneinander (2009)

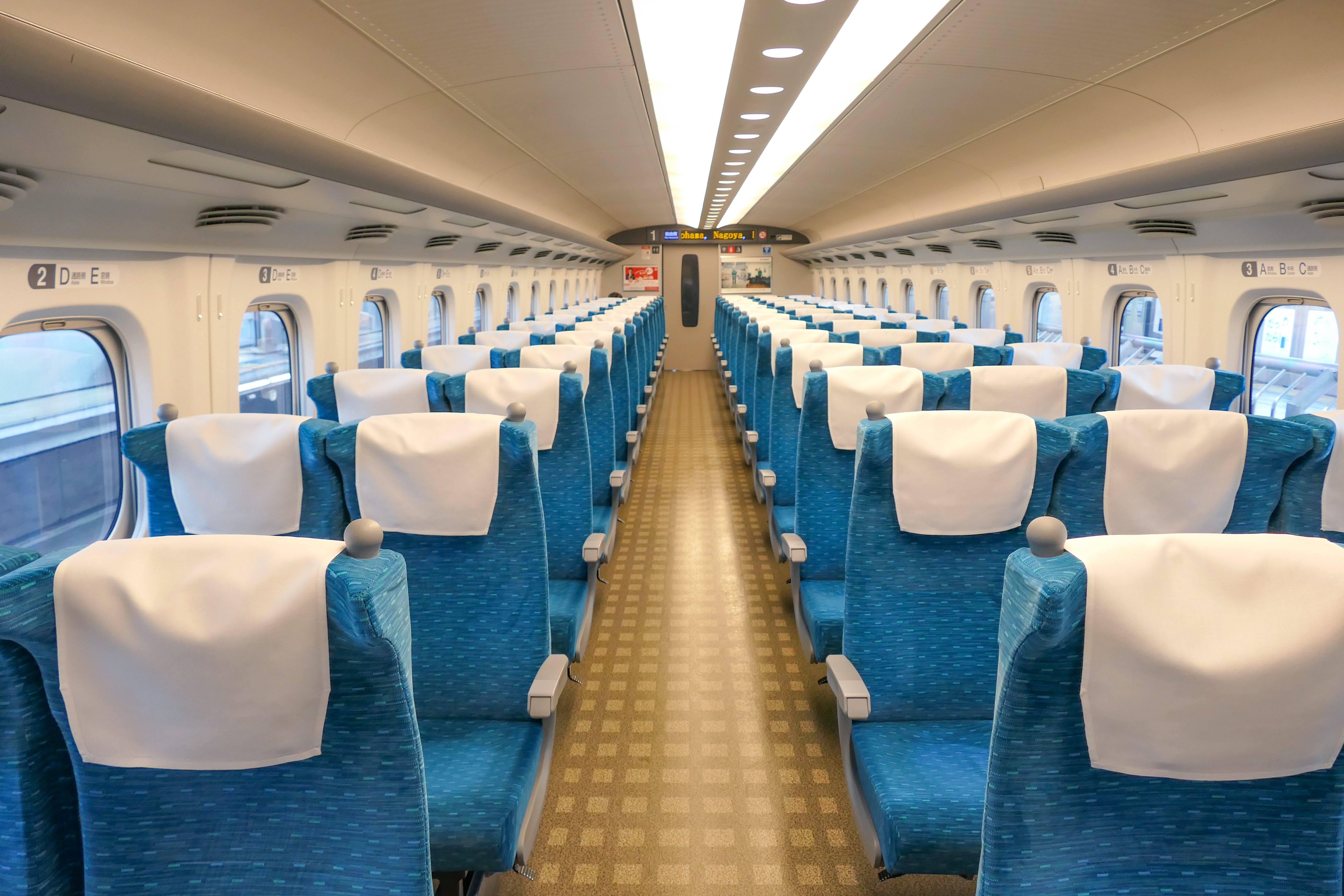
2. Klasse der Baureihe N700 (Tōkaidō-/San’yō-/Kyūshū-Shinkansen)

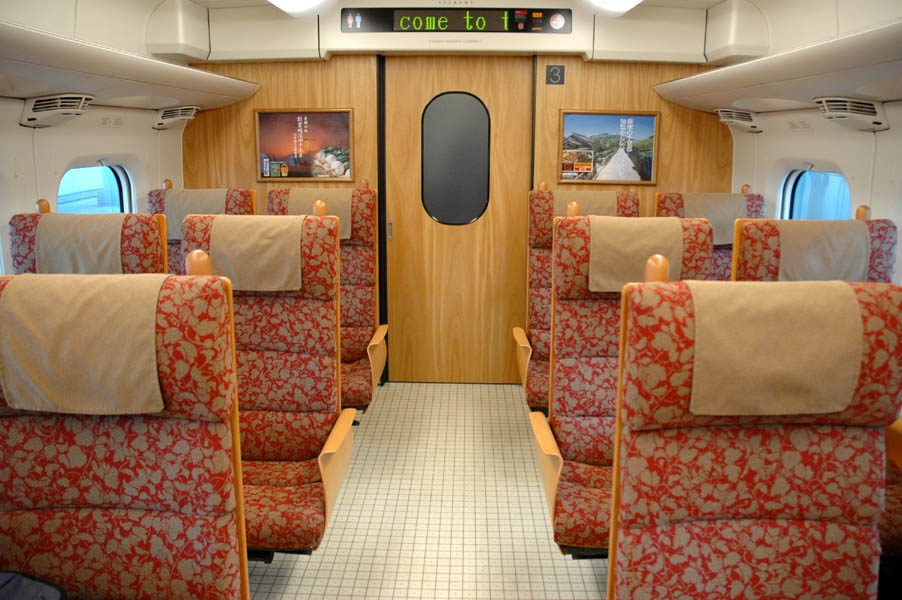
2. Klasse der Baureihe 800 (Kyūshū-Shinkansen)

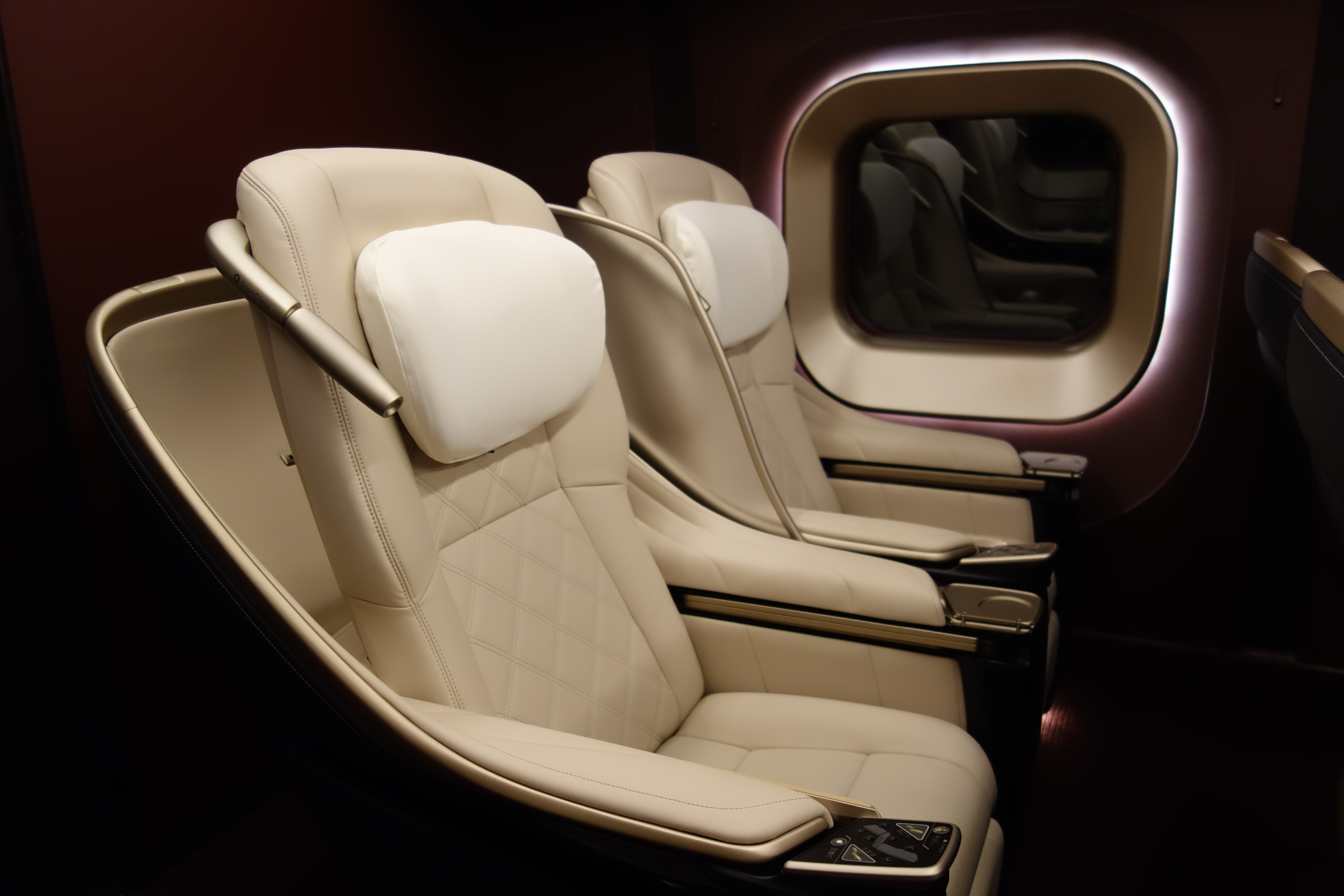
Innenraum der „GranClass“ der Baureihe E7 (Hokuriku-Shinkansen)

Shinkansen (japanisch 新幹線, [ɕĩŋkaãsẽɴ], dt. „neue Stammstrecke, neue Hauptlinie“) ist sowohl der Name des Streckennetzes japanischer Hochgeschwindigkeitszüge der verschiedenen JR-Gesellschaften als auch der Züge selbst. Der Shinkansen zählt zu den schnellsten nach regulärem Fahrplan verkehrenden Zügen der Welt.
Im ursprünglichen Sinn ist Shinkansen der Name des ab 1964 eingeführten Schnellfahrstreckennetzes, das nicht in der sonst üblichen Kapspur, sondern in Normalspur neu angelegt wurde, und nicht der Züge selbst. Er wird aus den Schriftzeichen shin (新) für „neue“, kan (幹) für „Stamm/Haupt-“, sen (線) für „Strecke, Linie“ gebildet und bezeichnet damit die Rückgratfunktion für das übrige Eisenbahnnetz, über das die japanischen Großstädte mit einer Höchstgeschwindigkeit von bis zu 320 km/h verbunden werden. Tatsächlich wird der Begriff aber auch synonym für die Züge verwendet und subsumiert dabei unterschiedliche Baureihen und die in Japan üblichen Namen für die angebotenen Expresszugverbindungen.

## Überblick
Der Shinkansen zeichnet sich weniger durch die absolute Höchstgeschwindigkeit der Triebwagen (603 km/h 2015 bei Versuchsfahrten der Baureihe L0) als vielmehr durch seine durchgängig hohe Reisegeschwindigkeit auf einem mit wenigen Ausnahmen vom Nah- und Güterverkehr baulich komplett getrennten Hochgeschwindigkeitsnetz aus. So erzielt der »Nozomi«-Superexpress zwischen Tokio und Nagoya inkl. Bahnhofsaufenthalten eine Durchschnittsgeschwindigkeit von 206 km/h.
Der Shinkansen gilt als außerordentlich sicheres Verkehrsmittel, die japanischen Hochgeschwindigkeitszüge gehören zu den sichersten weltweit. Seit der Inbetriebnahme der ersten Strecke im Jahre 1964 bis heute ist es zu keinem Unfall mit Todesfolgen gekommen. Selbst bei einem Erdbeben der Stärke 6,4 am 23. Oktober 2004, als zum ersten Mal ein Zug entgleiste, kam es nicht zu Personenschäden.
Die Pünktlichkeit ist international auf hohem Niveau, jedoch nur schwer mit den Werten und Systemen anderer Ländern vergleichbar. Die einzelnen JR-Unternehmen erfassen Verspätungen getrennt voneinander, teilweise mit unterschiedlichen Methoden, wodurch es keine einheitliche Statistik des Shinkansen-Netzwerks gibt. Anders als z. B. in Deutschland, Frankreich oder der Schweiz werden in Japan in der Regel Verspätungen durch höhere Gewalt (wie Starkregen, Schnee, Taifun) nicht gewertet. Positiv wirken sich auf die Pünktlichkeit etwa die Trennung des Hochgeschwindigkeitsnetzes vom Nah- und Güterverkehr, die fast durchgängige Einzäunung der Strecken, robuste Technik und gute Wartung aus.
Historisch setzte sich in Japan wegen der gebirgigen Landschaft im Fernbahnnetz die Kapspur von 1067 mm durch, weil sich damit die Trassierung dem Gelände besser anpassen lässt. Da eine deutliche Erhöhung der Geschwindigkeit auf den alten Strecken nicht möglich war, wurde für das Shinkansennetz die breitere Regelspur von 1435 mm gewählt und mittels vieler Kunstbauten ein möglichst bogenarmer Streckenverlauf erzielt. Die bestehenden, teilweise parallel liegenden Strecken wurden dabei für den Nah- und Güterverkehr beibehalten.
Das Schnellfahrstreckennetz umfasst 2025 eine Gesamtlänge von 2897 Kilometer, weitere 276 Kilometer sind für den Mini-Shinkansen umgespurte konventionelle Strecken. Die erste Strecke mit einer Länge von 515,4 km wurde am 1. Oktober 1964 zwischen der Hauptstadt Tokio und Osaka eröffnet und ist damit weltweit die älteste ausdrücklich für Geschwindigkeiten über 200 km/h projektierte Hochgeschwindigkeitsbahn. Erst 1981 folgte die vergleichbare französische Schnellfahrstrecke Paris–Lyon. Die neueste Erweiterung (2024) ist eine Verlängerung des Hokuriku-Shinkansen nach Tsuruga. Zwei weitere Strecken bzw. Streckenverlängerungen mit geplanter Inbetriebnahme bis 2031 befinden sich im Bau und zwei weitere Strecken sind in Planung.
Der volkswirtschaftliche Nutzen aus der Zeitersparnis der Fahrgäste durch die Nutzung des weitaus schnelleren Shinkansen-Angebots anstelle der zuvor verfügbaren Zugverbindungen im konventionellen Eisenbahnnetz wurde 1994 auf 500 Milliarden Yen pro Jahr (ca. 3,8 Milliarden Euro) geschätzt. Darin sind keine weiteren Effekte wie Umsteiger von anderen Verkehrsmitteln, Umweltauswirkungen oder Bodenpreisentwicklung enthalten, so dass der Gesamtnutzen des Shinkansen-Systems noch weitaus höher liegen dürfte.

## Geschichte

### Vorgeschichte und historischer Kontext

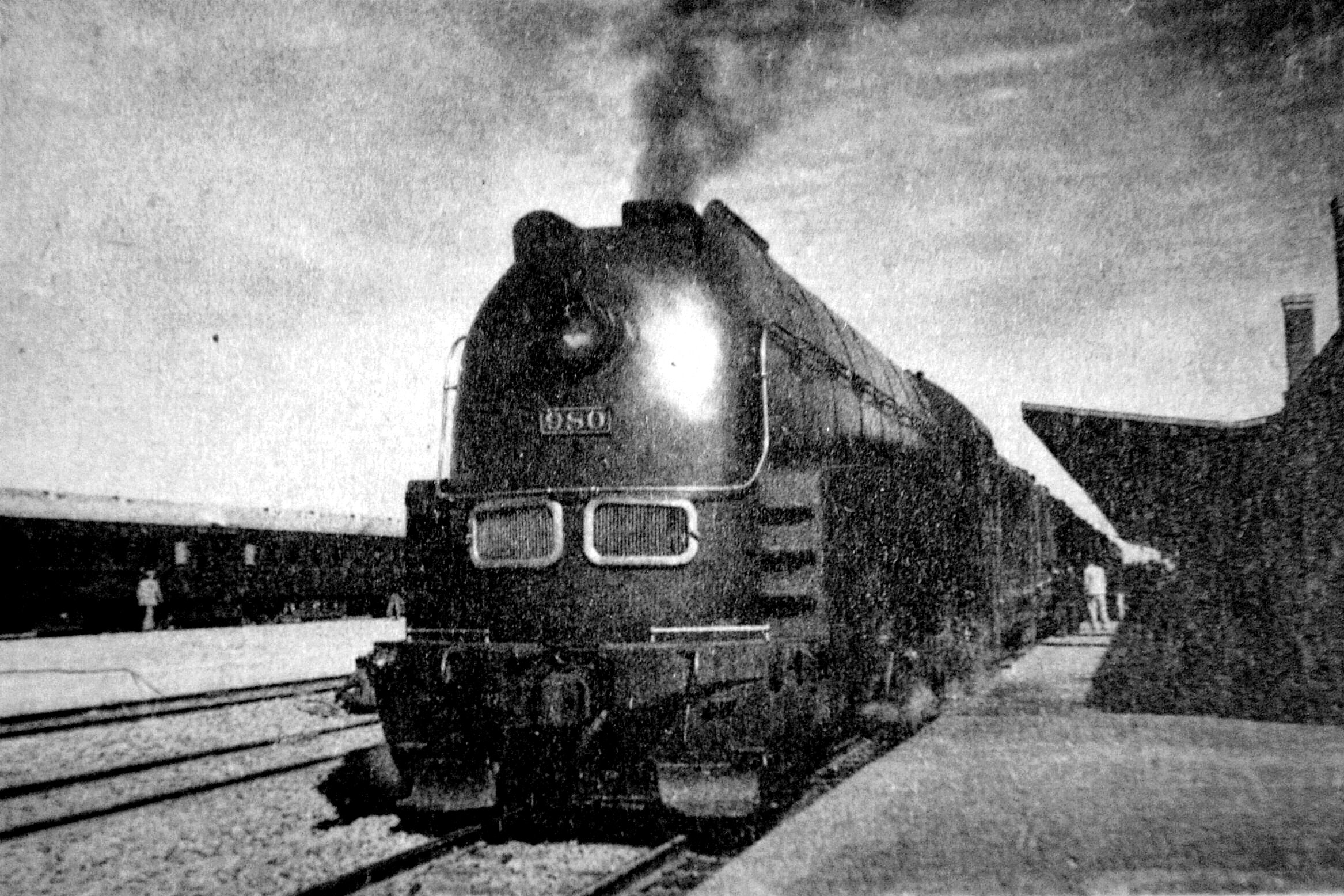
Südmandschurische Eisenbahn, Baureihe Pashina „Ajia“ (1934~1943)

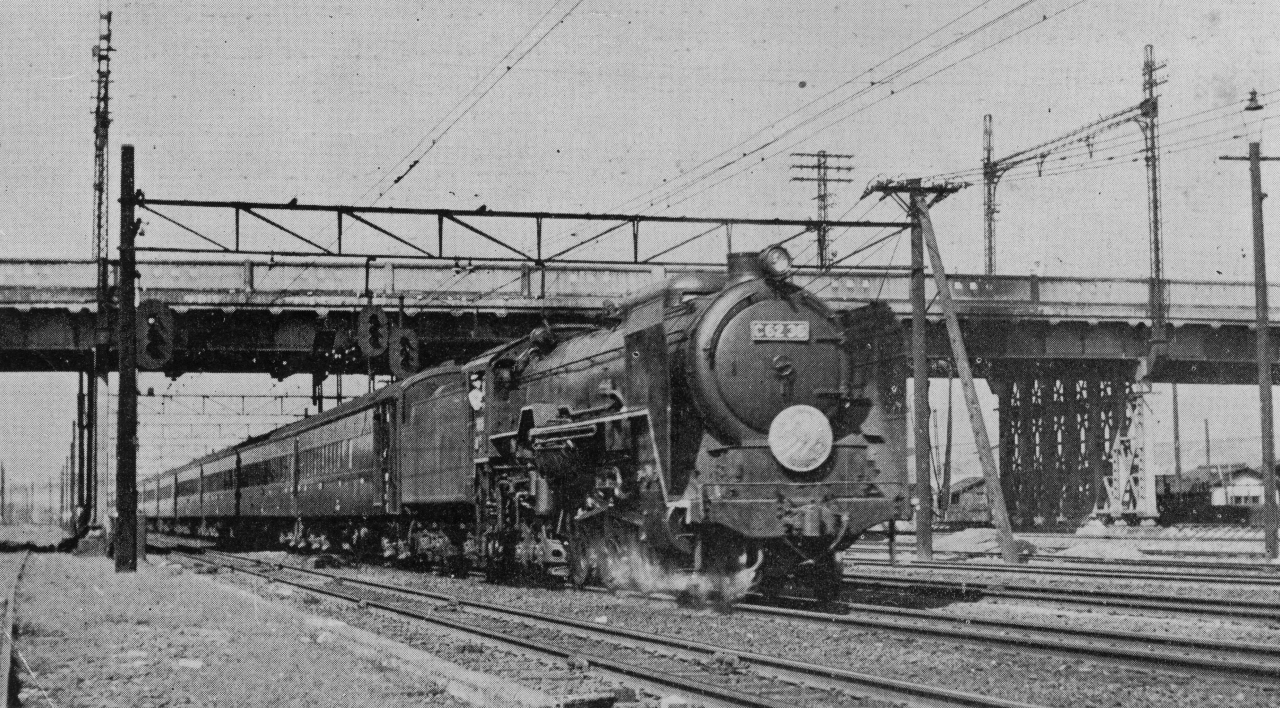
Eine Dampflokomotive der Baureihe C62 bespannt den Schnellzug Tsubame auf der bereits elektrifizierten Tōkaidō-Hauptlinie (ca. 1954)

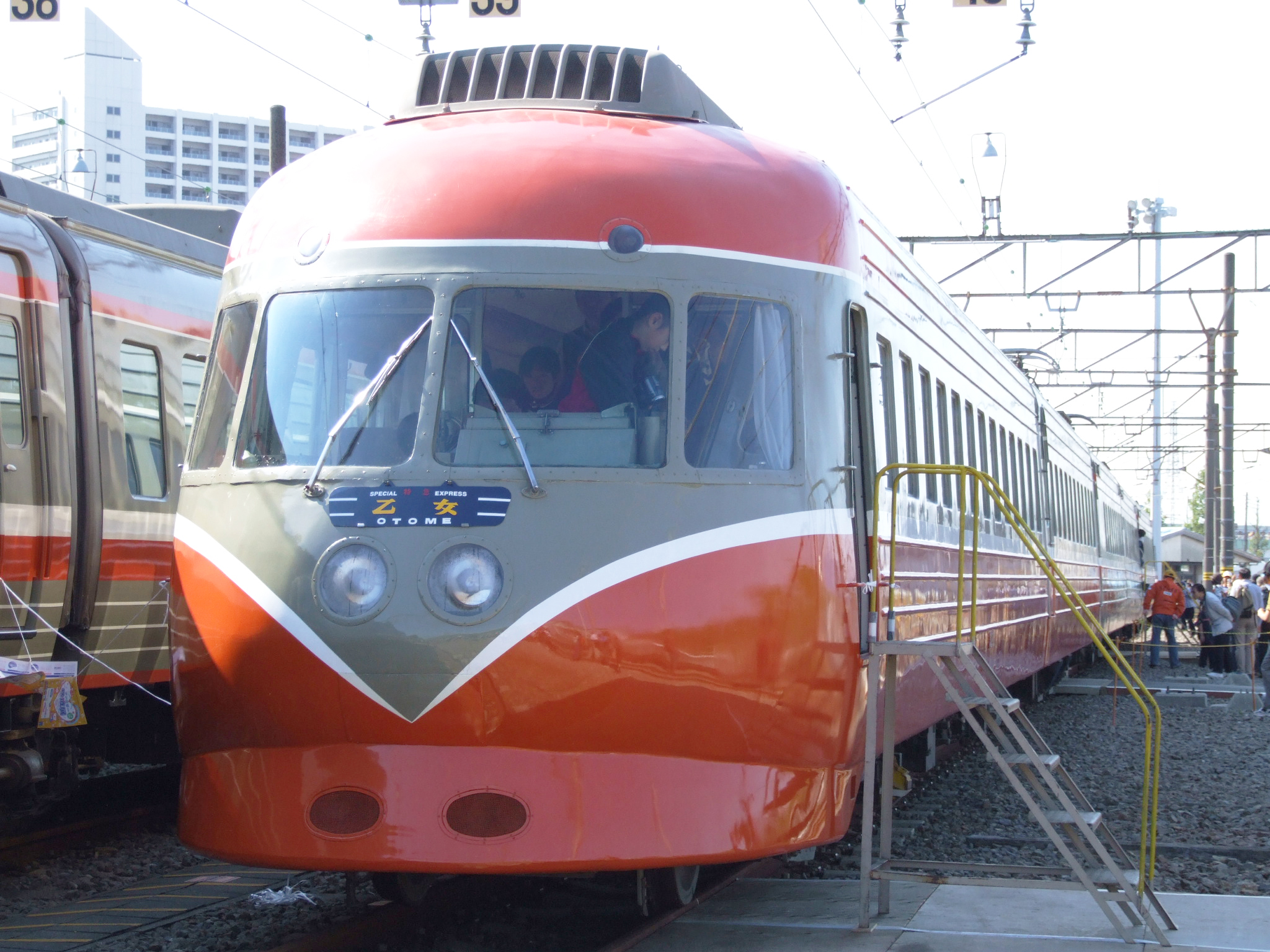
Odakyū-Baureihe 3000 SE (September 1957)

Seit Beginn des Eisenbahnbaus in der Zeit der Meiji-Restauration wurden Eisenbahnstrecken fast ausschließlich in der Spurweite von 1067 mm (Kapspur) gebaut. Auch neuere Strecken wurden in dieser Spurweite gebaut, um einen reibungslosen Anschluss an das restliche Netz zu ermöglichen. Insbesondere im Zeitalter der Dampftraktion bedeutete dies aufgrund der kleineren Abmessungen der Lokomotiven eine niedrigere Höchstgeschwindigkeit. So wurde bis in die 1950er Jahre eine Höchstgeschwindigkeit von 100 km/h nicht überschritten, während in Deutschland schon in den 1930er Jahren Schnellzüge mit bis zu 160 km/h verkehrten. Zwar gab es immer wieder Bestrebungen, die Strecken auf Regelspur umzuspuren, die jedoch aufgrund der hohen Kosten und der großen Schwierigkeiten des Umbaus bei laufendem Betrieb nicht verwirklicht wurden.
Erste Erfahrungen mit „Hochgeschwindigkeitsverkehr“ machten japanische Ingenieure auf der regelspurigen Minamimanshū-Eisenbahn in der Mandschurei (heute Nordostchina). Ab 1934 bewältigte der mit einer stromlinienförmigen Dampflokomotive bespannte Expresszug Ajia mit einer Höchstgeschwindigkeit von 120 km/h die 701 km lange Strecke zwischen Dairen (Dalian) und Shinkyō (Changchun) in achteinhalb Stunden bei einer Durchschnittsgeschwindigkeit von 82 km/h. Während die Höchstgeschwindigkeit im internationalen Vergleich und selbst für japanische Verhältnisse auch damals nicht spektakulär war, war die Vollklimatisierung der Wagen wegweisend.
In der zweiten Hälfte der 1930er Jahre nahm der Verkehr auf der Tōkaidō- und San'yō-Strecke derart stark zu, dass ab 1939 vom damaligen japanischen Eisenbahnministerium der Bau einer neuen, separaten, normalspurigen Strecke für Hochgeschwindigkeitszüge geplant und ab September 1940 mit dem Bau begonnen wurde. Die Geschwindigkeit dieser Züge sollte die des Expresszuges Ajia weit übertreffen, so dass eine Reisezeit von viereinhalb Stunden zwischen Tokio und Ōsaka sowie von neun Stunden zwischen Tokio und Shimonoseki erreicht werden konnte. Infolge des Kriegsgeschehens wurden die Bauarbeiten jedoch nach und nach eingestellt. Auch wenn dieses von der Presse und Öffentlichkeit „Geschosszug“ (弾丸列車, danganresha) genannte Projekt kein unmittelbarer Vorläufer der Shinkansen-Planungen war, erwies es sich für den späteren Bau der Shinkansen-Strecke als günstig, dass der Grunderwerb bereits vor Kriegsende weitgehend abgeschlossen war.
Während man zu Zeiten des Geschosszug-Projekts noch mit Dampf- oder elektrischen Lokomotiven bespannte Züge favorisierte, kam man in den 1950er Jahren zur Einsicht, dass insbesondere für die japanischen Streckenverhältnisse mit vielen Steigungen und Bögen Triebzüge deutlich günstiger seien, da diese eine höhere Beschleunigung ermöglichen und durch die günstigere Lastverteilung den Oberbau weniger belasten. Sowohl die 1957 eingeführte Odakyū-Baureihe 3000 SE als auch der 1958 für die Expressverbindung Kodama (Tokio–Ōsaka) in Dienst gestellte Triebwagen der Baureihe 20 (später BR 151 – JNR-Kodama-Triebwagen) stellten die Vorzüge dieser Technik eindrucksvoll unter Beweis. Letzterer stellte 1959 mit 163 km/h einen Geschwindigkeitsrekord für Kapspurzüge auf. Diese guten Erfahrungen führten dazu, dass man beim Shinkansen-Projekt ebenfalls auf Triebzüge setzte.
Ende der 1950er-Jahre hatte sich die japanische Wirtschaft so weit erholt, dass die Tōkaidō-Strecke trotz einer vollständigen Elektrifizierung erneut an ihre Kapazitätsgrenzen stieß. Zu Zeiten, in denen man eher den Flug- und Autoverkehr propagierte, war es dennoch eine mutige Entscheidung, eine Hochgeschwindigkeitseisenbahn zwischen Tokio und Ōsaka zu bauen, die wohl nicht zuletzt dem leitenden Ingenieur Shima Hideo und dem zu dieser Zeit amtierenden Präsidenten der Japanischen Staatsbahn (JNR) Sogō Shinji – den „Vätern des Shinkansens“ – zu verdanken ist. Letzterer war einer der wesentlichen Treiber des Projekts und setzte die Projektkosten bewusst möglichst niedrig an, um die Bewilligung durch die Regierung zu sichern, die 1958 erteilt wurde. Zwar erreichte Sogō so sein Ziel, die Shinkansen realisieren zu können, doch musste er 1963 von seinem Posten zurücktreten als klar wurde, dass das Projekt mit 380 Milliarden Yen mehr als doppelt so teuer wie ursprünglich veranschlagt werden würde.
Am 20. April 1959 begannen die Bauarbeiten für die erste Shinkansen-Strecke, wobei bereits für das Geschosszug-Projekt errichtete Bauten genutzt werden konnten, so z. B. der Nihonzaka-Tunnel in der Präfektur Shizuoka. Am 1. Mai 1961 erhielt JNR einen Kredit von der Weltbank in Höhe von 80 Millionen Dollar unter der strengen Auflage, die Strecke bis 1964 zu eröffnen, was fristgerecht gelang. Auch der Kredit war von Sogō als politisches Druckmittel eingesetzt worden, um sicherzustellen, dass die Regierung das Projekt nicht ohne größere Verwerfungen und potentiellen Gesichtsverlust gegenüber der Weltbank abbrechen können würde.
Vor der kommerziellen Inbetriebnahme der Strecke wurde 1962 ein rund 37 km langes Teilstück zwischen Odawara und Ayase in der Präfektur Kanagawa als Teststrecke in Betrieb genommen. Möglich war dies u. a., da JNR durch das Geschosszug-Projekt bereits Eigentümerin des Grundes war und somit der Bau unmittelbar nach der Projektbewilligung starten konnte. Auf dieser Teststrecke erfolgte auch die Entwicklung und Erprobung der Shinkansen-Baureihe 1000, dem Prototyp der Shinkansen-Baureihe 0. Mit Fertigstellung der Gesamtstrecke wurde der für die Erprobungen genutzte Abschnitt in die Tōkaidō-Shinkansen integriert.

### Von Inbetriebnahme bis zur Privatisierung der japanischen Staatsbahn

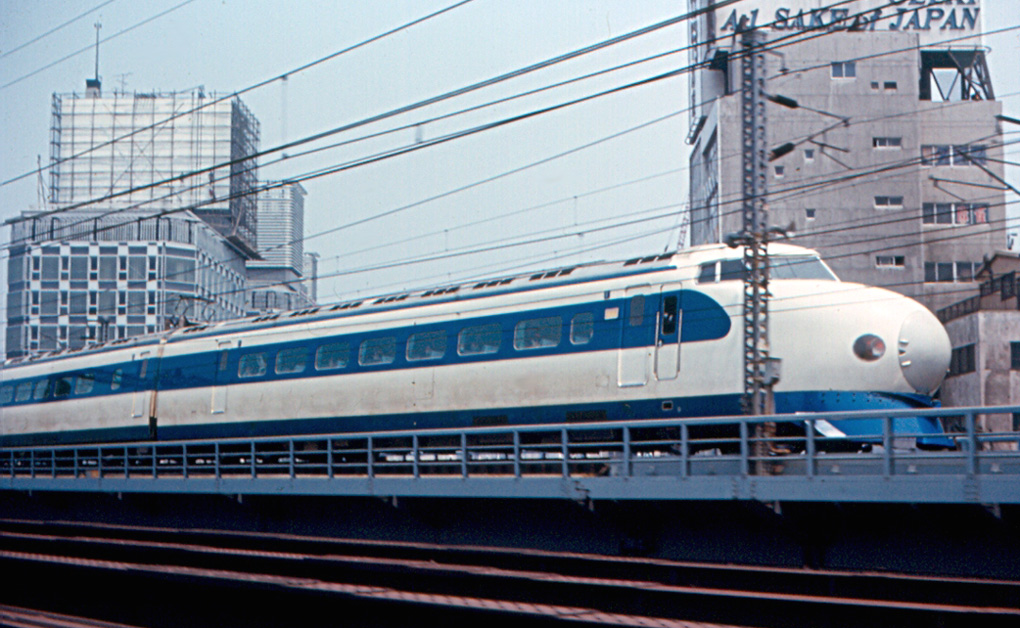
Shinkansen-Baureihe 0 im Jahr 1967

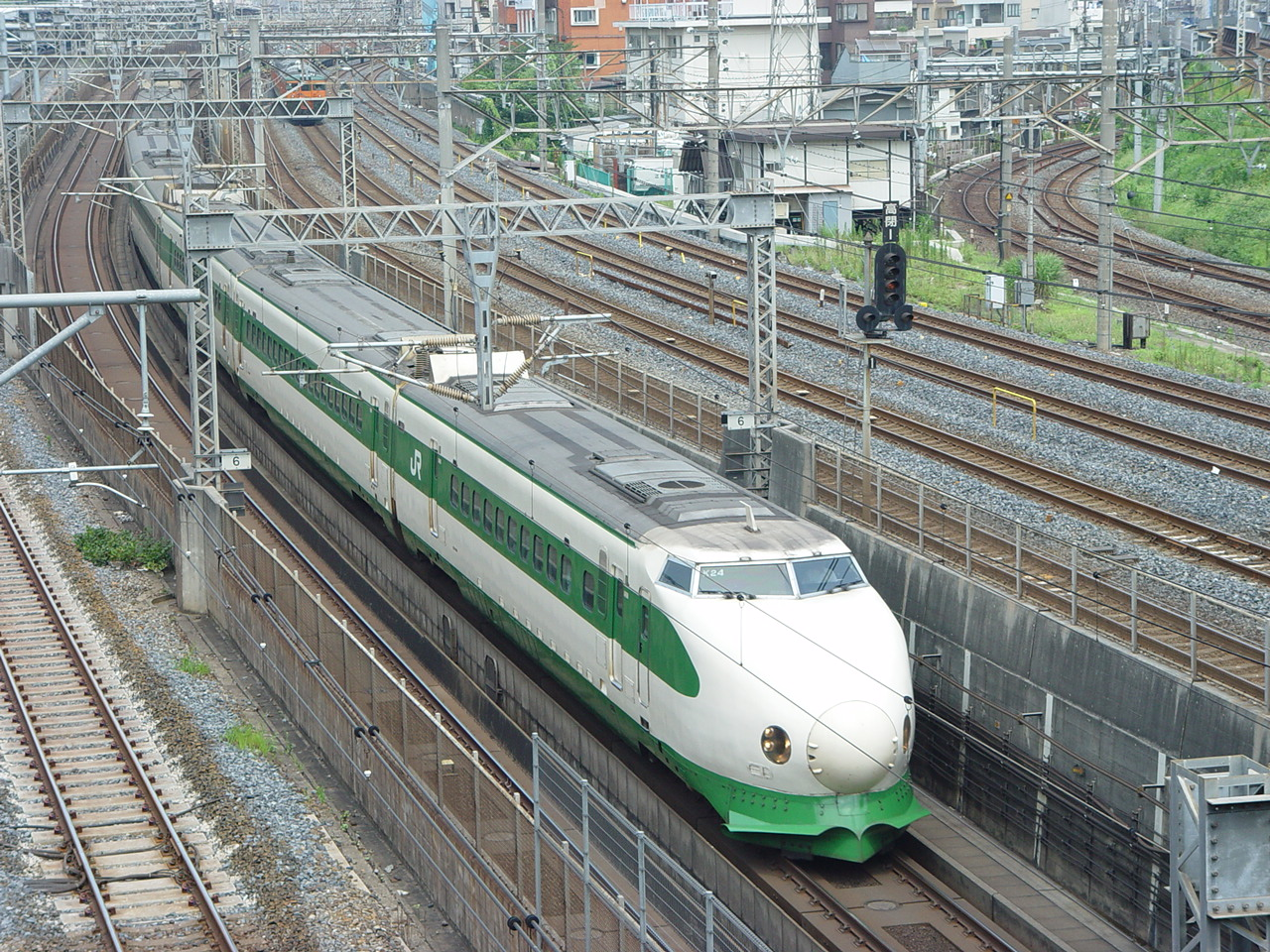
Baureihe 200, die für die 1982 eröffnete Tōhoku- und Jōetsu-Shinkansen entwickelt wurde

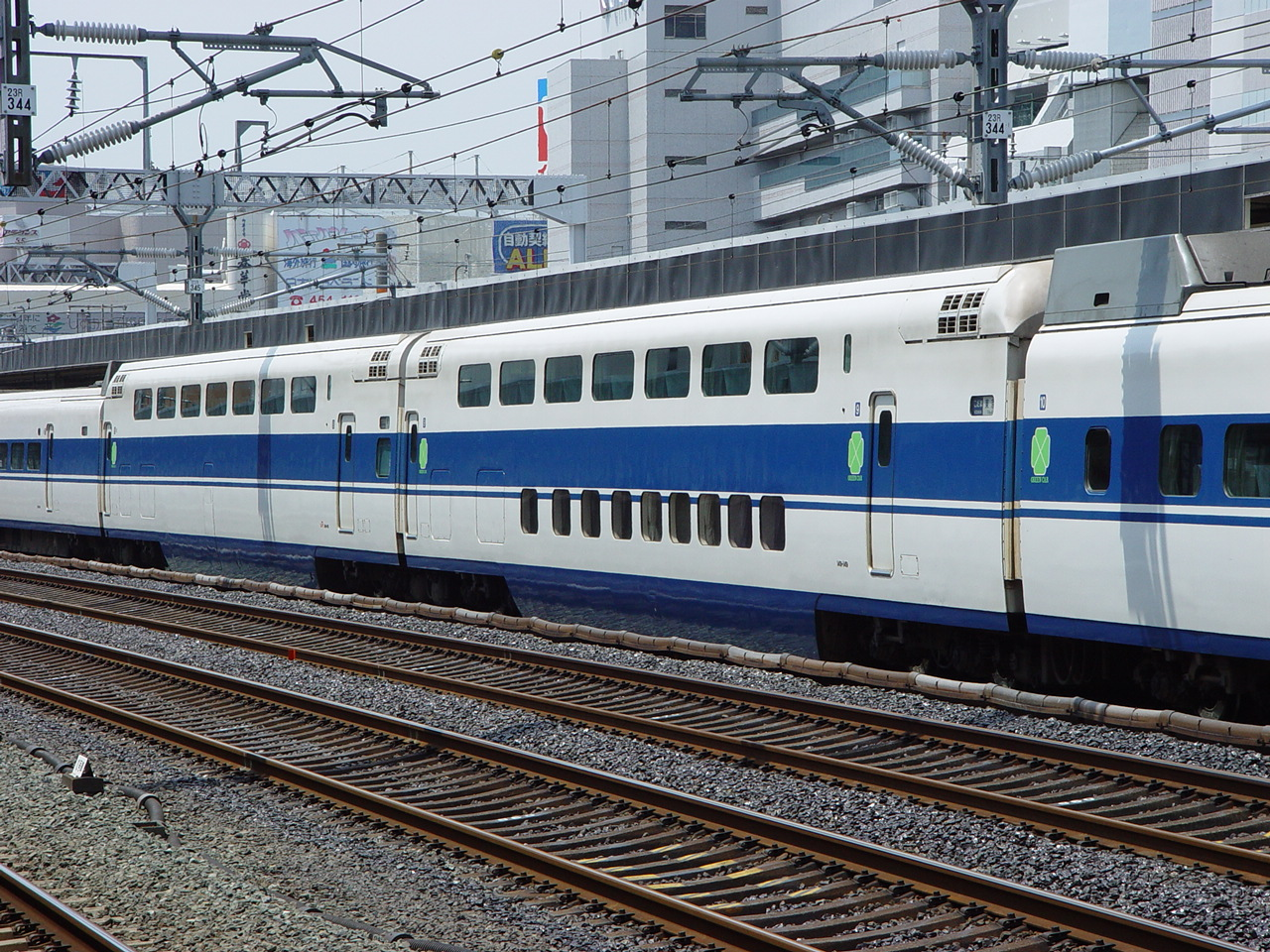
Doppelstockwagen, die ab 1985 zur Kapazitätserhöhung in der Baureihe 100 zum Einsatz kamen

Nachdem 1962 erste Testfahrten auf einem Teilabschnitt (zwischen den heutigen Bahnhöfen Shin-Yokohama und Odawara) stattgefunden hatten, konnte pünktlich zu den Olympischen Sommerspielen in Tokio am 1. Oktober 1964 auf der 515,4 km langen Strecke zwischen Tokio und Shin-Ōsaka (Tōkaidō-Shinkansen) der Verkehr aufgenommen werden. Mit halbstündlich verkehrenden, zwölfteiligen Triebzügen der Baureihe 0 wurde die Transportkapazität der bis dahin vorhandenen Schnell- und Expresszüge deutlich übertroffen. Zwar waren die Züge mit einer Höchstgeschwindigkeit von 210 km/h auf eine Reisezeit von drei Stunden und zehn Minuten ausgelegt, aber da es damals noch keinerlei Erfahrungen mit einem Regelbetrieb bei derart hohen Geschwindigkeiten gab, streckte man anfangs die Reisezeit des Superexpress-Zugs Hikari auf vier Stunden (gegenüber den bis dato sechseinhalb Stunden immer noch eine deutliche Verkürzung) und senkte die Höchstgeschwindigkeit auf 200 km/h. Im folgenden Jahr konnte dann die Höchstgeschwindigkeit auf die ursprünglich vorgesehenen 210 km/h angehoben werden.
Die Fahrt zwischen den beiden Wirtschaftszentren Japans Tokio und Osaka war bereits seit 1958 mit dem Eilzug auf der Altstrecke mit Rückkehr am selben Tag zu bewältigen, auch wenn der Aufenthalt fahrplanbedingt noch auf 2 Stunden beschränkt war. Mit der neuen Shinkansen-Verbindung trat die Fahrzeit in den Hintergrund, was wesentliche Veränderungen des Fahrgastverhaltens auslöste. Es entstand eine erhöhte Nachfrage im Geschäfts- und Privatreiseverkehr, so dass bereits 1970 zur Eröffnung der Weltausstellung in Osaka die bisher verwendeten 12-Wagen-Züge auf 16 Wagen erweitert wurden.
Aufgrund des schnellen Anstiegs des Verkehrsaufkommens musste die japanische Staatsbahn in den Jahren nach 1964 erhebliche Mittel in das Shinkansen-System wie auch in den zunehmenden Pendelverkehr in städtischen Ballungsräumen investieren. Dies war einer der Gründe dafür, dass die Staatsbahn nach 1964 ins Defizit rutschte, welches sich in der Folgezeit noch ausweitete. So wurde der Shinkansen zunächst zu einem wirtschaftlichen Problem, später jedoch zu einer Haupteinnahmequelle der Staatsbahn.
In der Folgezeit wuchs nach drastischen Verbesserungen der Transportkapazität auch der Bedarf auf der San'yō-Hauptlinie (von Osaka nach Westjapan), so dass 1967 mit dem Bau der Verlängerung der Tōkaidō-Shinkansen begonnen wurde. Am 15. März 1972 wurde die Strecke bis Okayama, am 10. März 1975 die Strecke bis Hakata (in Fukuoka) eröffnet.
Danach begann die Erweiterung nach Norden. 1971 wurde mit dem Bau der Tōhoku-Shinkansen (Nordostjapan Richtung Sendai) und der Jōetsu-Shinkansen (nach Niigata) begonnen. 1974 begannen die Bauarbeiten für die Narita-Shinkansen zum Internationalen Flughafen Narita.
Allerdings verzögerten Schwierigkeiten beim Aufkauf von Grundstücken sowie Wassereinbrüche in Tunnel auf beiden vorgenannten Strecken die Bauarbeiten um fünf Jahre. Das Projekt Narita-Shinkansen wurde sogar komplett eingestellt, unter anderem aufgrund des Widerstandes der Anrainer wegen der zunehmenden Umweltprobleme durch Lärmbelästigung und Erschütterungen entlang der Strecken. Infolge der finanziellen Notlage der Staatsbahn wurden wiederholt die Fahrpreise erhöht. Hierdurch und durch die Häufigkeit arbeitsrechtlicher Auseinandersetzungen und Streiks zeigten die Fahrgastzahlen eine rückläufige Tendenz. Auch verhinderten arbeitsrechtliche Auseinandersetzungen technische Verbesserungen im Bahnbetrieb, so dass man von einer zeitweiligen Stagnation des Shinkansen-Ausbaus in den späten 1970er-Jahren sprechen kann.
1982 wurden mit dem provisorischen Endbahnhof Ōmiya (seit 2001 Stadt Saitama) die Tōhoku- und Jōetsu-Shinkansen eröffnet, 1985 schließlich der durch Grundstücksankäufe verzögerte Anschluss an den Zentralbahnhof Ueno. Beim Bau der Tōhoku- und Jōetsu-Shinkansen nahmen die Grundstückskosten erheblich an Umfang zu. Die Finanzen der Staatsbahn erreichten durch die zunehmende Last der Baukosten zuletzt katastrophale Zustände, so dass 1987 unter dem Kabinett von Yasuhiro Nakasone die Aufspaltung und Privatisierung der Staatsbahn energisch vorangetrieben wurde.
Auf den vier Ende der 1980er-Jahre bestehenden Linien (Gesamtlänge: 1831 km) reisten über 200 Mio. Fahrgäste pro Jahr. Der Marktanteil zwischen Tokio und Ōsaka (rund 500 km) betrug 85 %, zwischen Tokio und Hiroshima (rund 800 km) 65 % und zwischen Tokio und Hakata (1100 km) rund 30 %. Die Zugfolge in der Hauptverkehrszeit lag bei bis zu vier Minuten.
Ab Frühjahr 1985 wurde eine Garnitur mit Prototypen von neuen Doppelstockwagen getestet, die 1,5 m höher als die einstöckigen Wagen waren.

### Konsolidierung nach der Gründung von Japan Rail (JR)

Die Bereiche der verschiedenen Nachfolgergesellschaften (Färbung gemäß Firmenlogo)

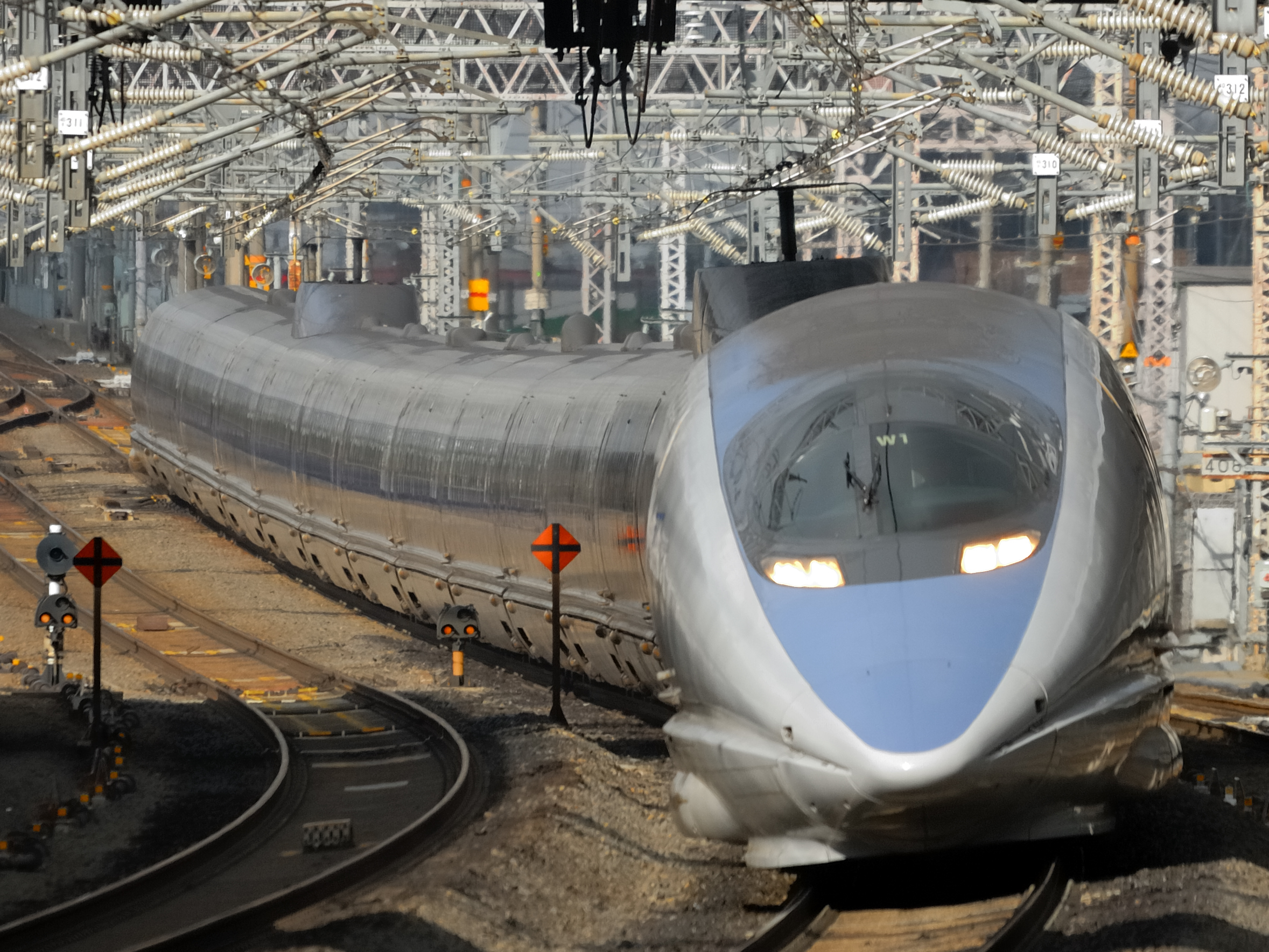
In den 1990er-Jahren eingeführte Shinkansen-Baureihe 500

Mit der Aufspaltung und Privatisierung der Staatsbahn ging die Verantwortung für die Tōhoku- und die Jōetsu-Shinkansen an JR East (JR東日本, JR Higashi Nihon), für die Tōkaidō-Shinkansen an JR Central (JR東海, JR Tōkai) und für die San’yō-Shinkansen an JR West (JR西日本, JR Nishi Nihon) über. Anfänglich unterhielten die einzelnen Bahngesellschaften hierzu separate Betriebsgesellschaften, die für die Kosten für Erhalt und Betrieb der Strecken in ihrer Region aufkamen, die Strecke selbst jedoch von einer zentralen Shinkansen-Betriebsorganisation (新幹線保有機構, Shinkansen Hoyūkikō) mieteten. Letztere erhielt Mieteinnahmen, ohne selbst den Streckenunterhalt zu tragen. Ihr Zweck diente primär dem Finanzausgleich zwischen den JR-Bahngesellschaften. Dieses System zeigte jedoch Mängel, als sich die Bahngesellschaften stabilisierten und eine Börsennotierung ins Blickfeld rückte. Das Gebührensystem spiegelte die Finanzkraft der Bahngesellschaft nur unzureichend wider und bereitete den JR-Gesellschaften Schwierigkeiten bei der Bilanzierung von Aktiva und Passiva. Als Ergebnis wurde das System 1991 umgestaltet. Jede Bahngesellschaft kauft ihre Shinkansen-Strecken in 60 Jahresraten einer Eisenbahnbetriebsstiftung (鉄道整備基金, Tetsudō Seibikikin) ab, die aus der Shinkansen-Betriebsorganisation entstand.
Nach der Privatisierung der Staatsbahn wurden schnell positive Entwicklungen bei Ausstattung und Design des Rollmaterials sichtbar, nachdem Technik und Betrieb beim Shinkansen zuvor stagniert hatten, wobei dies dergestalt erfolgte, dass es nicht erneut zu einer Überschuldung kommen würde.
Als Beispiel der vorgenannten Entwicklung verzichtete JR East in den 1990er Jahren zunächst auf den Bau neuer Vollausbaustrecken und setzte stattdessen spezielles Rollmaterial auf ausgebauten Altstrecken ein. Dieser sogenannte „Mini-Shinkansen“ ermöglicht die umsteigefreie Anbindung dünner besiedelter Regionen Nord-Honshūs an Tokio. 1992 wurde die Yamagata-Shinkansen zwischen Fukushima und Yamagata (Verlängerung nach Shinjō im Jahr 1999) in Betrieb genommen, 1997 die Akita-Shinkansen zwischen Morioka und Akita.
Auch die lange Zeit auf 210 km/h begrenzte Höchstgeschwindigkeit wurde durch die Entwicklung neuer Baureihen auf bis zu 300 km/h erhöht, die in den 1990er Jahren eingeführt wurden, um die Wettbewerbsfähigkeit der Shinkansen gegenüber dem Flugverkehr zu steigern. Auch wurde die bereits zu Zeiten der Staatsbahn erprobte, kostengünstige Möglichkeit zur Kapazitätserhöhung durch den Einsatz von Doppelstockwagen mit den vollständig doppelstöckigen Triebzügen der Baureihen E1 und später E4 fortgesetzt.
Darüber hinaus wurden einige Neubauvorhaben, die zwischenzeitlich eingefroren worden waren, wieder in die Planung aufgenommen. Die einzige Strecke, die in dieser Zeit allerdings eröffnet wurde, war der „Nagano-Shinkansen“ genannte erste Bauabschnitt der Hokuriku-Shinkansen, der anlässlich der Olympischen Winterspiele 1998 in Betrieb genommen wurde.
Durch Anstieg der Grundstückspreise in den Ballungszentren im Zuge der Bubble Economy nutzten mehr Berufs- und Studentenpendler aus den Präfekturen mit Shinkansen-Zugang (vor allem nach Tokio aus den Präfekturen Tochigi, Gunma und Shizuoka) den Shinkansen. Bereits im Februar 1983 wurden Zeitkarten für den Shinkansen eingeführt, die insbesondere von Unternehmen an ihre Mitarbeiter ausgegeben werden (in Japan ist es üblich, dass Firmen ihren Mitarbeitern die Fahrtkosten zur Arbeit erstatten), zumal zeitgleich die Steuerfreibeträge für Fahrtkosten erhöht wurden. Durch die Pendler morgens und abends erhöhte sich die Auslastung der Züge, so dass speziell auf Pendler abgestimmte Fahrpläne eingeführt wurden.

### Erneute Expansion mit Beginn des 21. Jahrhunderts

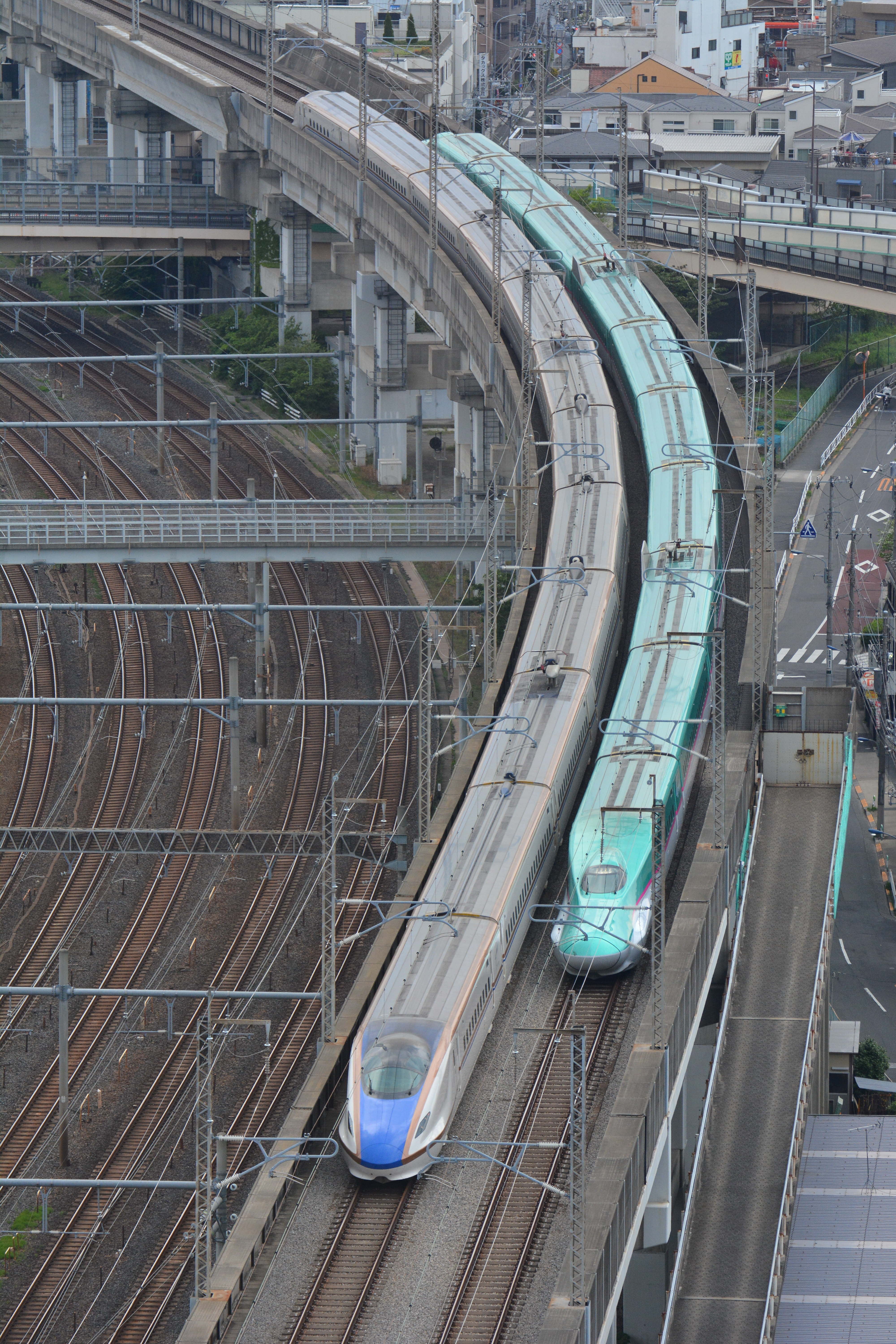
Einheiten der Reihen E7 und E5 auf der Tōhoku-Shinkansen in Tokio

Die in den 1990er Jahren wieder aufgenommene Planung zum Ausbau des Shinkansen-Netzes ermöglichte ab der Jahrtausendwende die Inbetriebnahme mehrerer Streckenverlängerungen und neuer Strecken. So wurde die Tōhoku-Shinkansen 2002 zunächst nach Hachinohe und 2010 nach Aomori verlängert. Auch die Hokuriku-Shinkansen wurde 2015 nach Kanazawa und 2024 nach Tsuruga verlängert.
Mit der Kyūshū-Shinkansen im Jahr 2004 und der Hokkaidō-Shinkansen im Jahr 2016 nahmen zwei weitere Nachfolgegesellschaften der Staatsbahn Shinkansen-Strecken in Betrieb, so dass derzeit (Stand 2025) nur JR Shikoku keine Shinkansen betreibt. Mit der seit 2014 im Bau befindlichen Chūō-Shinkansen wird zudem eine völlig neue Technologie in Form einer Magnetschwebebahn zur Anwendung kommen.
Mit Stand Mai 2025 sind 3183,4 Kilometer Strecke in Betrieb, davon 275,9 Kilometer als Mini-Shinkansen. Weitere Streckenkilometer sind derzeit im Bau. Dank dieses erheblichen Ausbaus des Netzes in Verbindung mit der Einführung neuer, komfortabler Züge wie den Baureihen N700, E5/H5, E6 und E7/W7, die unter Einhaltung der strengen Umweltschutzauflagen eine erhebliche Geschwindigkeitserhöhung auf bis zu 320 km/h im Regelbetrieb ermöglicht haben, sind die Fahrgastzahlen in den letzten Jahren stark gestiegen.

## Strecken

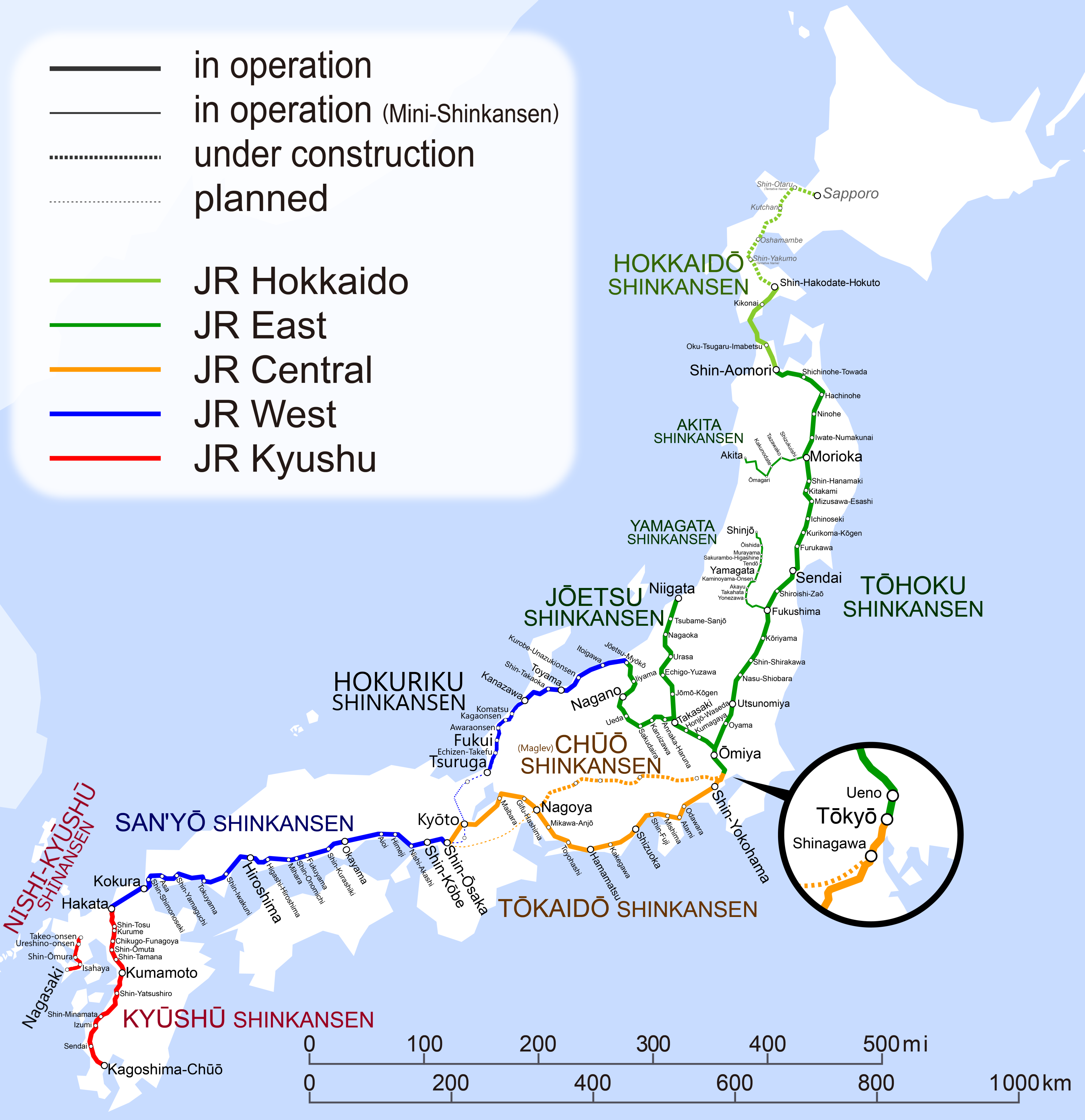
Fett durchgezogene Linien: Shinkansen-Strecken in Betrieb
Dünn durchgezogene Linien: Mini-Shinkansen-Strecken in Betrieb
Fett gestrichelte Linien: Strecken im Bau
Dünn gestrichelte Linien: Strecken in Planung

Seit der Eröffnung der Tōkaidō-Shinkansen von Tokio nach Shin-Osaka im Jahr 1964 wurde das Shinkansen-Netz beständig erweitert. Bis 1973 wurden sieben Strecken nach dem Gesetz für Ausbau der Shinkansen-Eisenbahn im ganzen Land (全国新幹線鉄道整備法, Zenkoku Shinkansen Tetsudō Seibihō, englisch Nationwide Shinkansen Railway Development Act; Gesetz Nr. 71 im Jahr 1970) mit einer Höchstgeschwindigkeit von mindestens 260 km/h und Mindestbogenradius von 4000 Metern geplant.

### Strecken in Betrieb
| Name                    | Streckenabschnitte (Fett = aktuelle Endpunkte) | Länge      | Eröffnung          | Farbe auf Linienplänen |
| JR Central              | JR Central                                     | JR Central | JR Central         | JR Central             |
| ----------------------- | ---------------------------------------------- | ---------- | ------------------ | ---------------------- |
| Tōkaidō-Shinkansen      | Tokio – Shin-Ōsaka                             | 515,4 km   | 1964               | #1153af                |
| JR East                 |                                                |            |                    |                        |
| Tōhoku-Shinkansen       | Tokio – Ueno                                   | 674,9 km   | 1991               | #41934c                |
| Tōhoku-Shinkansen       | Ueno – Ōmiya                                   | 674,9 km   | 1985               | #41934c                |
| Tōhoku-Shinkansen       | Ōmiya – Morioka                                | 674,9 km   | 1982               | #41934c                |
| Tōhoku-Shinkansen       | Morioka – Hachinohe                            | 674,9 km   | 2002               | #41934c                |
| Tōhoku-Shinkansen       | Hachinohe – Shin-Aomori                        | 674,9 km   | 2010               | #41934c                |
| Jōetsu-Shinkansen       | Tokio – Ueno                                   | 269,5 km   | 1991               | #f58d79                |
| Jōetsu-Shinkansen       | Ueno – Ōmiya                                   | 269,5 km   | 1985               | #f58d79                |
| Jōetsu-Shinkansen       | Ōmiya – Niigata                                | 269,5 km   | 1982               | #f58d79                |
| JR East und JR West     |                                                |            |                    |                        |
| Hokuriku-Shinkansen     | Takasaki – Nagano                              | 439 km     | 1998               | #800080                |
| Hokuriku-Shinkansen     | Nagano – Toyama                                | 439 km     | 2014               | #800080                |
| Hokuriku-Shinkansen     | Toyama – Kanazawa                              | 439 km     | 2015               | #800080                |
| Hokuriku-Shinkansen     | Kanazawa – Tsuruga                             | 439 km     | 2024               | #800080                |
| Hokuriku-Shinkansen     | Tsuruga – Shin-Ōsaka                           |            | vsl. Frühjahr 2030 | #800080                |
| JR West                 |                                                |            |                    |                        |
| San’yō-Shinkansen       | Shin-Ōsaka – Okayama                           | 553,7 km   | 1972               | #24197c                |
| San’yō-Shinkansen       | Okayama – Hakata                               | 553,7 km   | 1975               | #24197c                |
| JR Kyūshū               |                                                |            |                    |                        |
| Kyūshū-Shinkansen       | Kagoshima-Chūō – Shin-Yatsushiro               | 256,8 km   | 2004               | #FF0000                |
| Kyūshū-Shinkansen       | Shin-Yatsushiro – Hakata                       | 256,8 km   | 2011               | #FF0000                |
| Nishi-Kyūshū-Shinkansen | Takeo-Onsen – Nagasaki                         | 66 km      | 2022               | #EF59A1                |
| JR Hokkaidō             |                                                |            |                    |                        |
| Hokkaidō-Shinkansen     | Shin-Aomori – Shin-Hakodate-Hokuto             | 148,9 km   | 2016               | #9ACD32                |
| Hokkaidō-Shinkansen     | Shin-Hakodate-Hokuto – Sapporo                 | 211,3 km   | vsl. Frühjahr 2039 | #9ACD32                |

Es gibt mit den Shinkansen-Zügen betriebene Strecken und die nach der Shinkansen-Norm gebauten Strecken. Einige dieser Strecken werden als herkömmliche Strecken (在来線, Zairai Sen) betrieben.
- Mini-Shinkansen-Strecken (die zu Shinkansen durchgehenden speziellen Express-Züge (新幹線直行特急, Shinkansen Chokkō Tokkyū)): ausgebaute Bestandsstrecken des konventionellen Eisenbahnnetzes, die auf Normalspur umgespurt und die Höchstgeschwindigkeit auf 130 km/h erhöht wurde. Neben den Shinkansen-Zügen werden die Strecken auch von Regional- und Nahverkehrszügen befahren.
  - Yamagata-Shinkansen (JR East): Umbau der Ōu-Hauptlinie zwischen Fukushima und Shinjō; 148,6 km; Inbetriebnahme Fukushima – Yamagata: 1992, Yamagata – Shinjō: 1999
  - Akita-Shinkansen (JR East): Umbau der Tazawako-Linie zwischen Morioka und Ōmagari sowie der Ōu-Hauptlinie zwischen Ōmagari und Akita; 127,3 km; Inbetriebnahme 1997
- Die nach der Shinkansen-Norm aufgebauten herkömmlichen Strecken (新幹線規格在来線, Shinkansen Kikaku Zairaisen): Strecken, die ursprünglich zu Shinkansen-Betriebswerken gebaut, aber später auf Grund wachsender Nachfrage auch für den Personenverkehr genutzt wurden. Die Höchstgeschwindigkeit ist auf 120 km/h begrenzt.
  - Gāla-Yuzawa-Linie (JR East): Echigo-Yuzawa – Gāla-Yuzawa, 1,8 km (1990)
  - Hakata-Minami-Linie (JR West): Hakata – Hakata-Minami, 8,5 km (1990)
- Die nach der Shinkansen-Streckennorm aufgebauten neuen Strecken (新幹線鉄道規格新線, Shinkansen Tetsudō Kikaku Shinsen). Kapspurige Neubaustrecken, die auf Voll-Shinkansen-Norm umgerüstet und dann mit einer Höchstgeschwindigkeit von über 200 km/h befahren werden können.
  - Kaikyō-Linie (JR Hokkaidō): Nakaoguni Betriebsbahnhof – Kikonai, 87,8 km (1988) – Bis zur Inbetriebnahme der Hokkaidō-Shinkansen wurde die Strecke von Zügen des Personen- und Güterverkehrs bei maximal 140 km/h befahren. Im Zuge des Baus des ersten Streckenabschnittes der Hokkaidō-Shinkansen wurde die Strecke bis 2015 mit Dreischienengleisen nachgerüstet, damit auch die normalspurigen Shinkansen-Züge die Strecke nutzen können. Auf den Abschnitten mit fester Fahrbahn war diese Ergänzung seit dem Streckenbau vorbereitet.[19]
  - Honshi-Bisan-Linie (JR Shikoku): Chayamachi – Utazu, 31 km (1988) – Bei dieser Strecke wurde konstruktiv eine spätere Umrüstung zur Shikoku-Shinkansen bereits berücksichtigt. So wurde beispielsweise das Eisenbahndeck der Seto-Ōhashi so dimensioniert, dass neben den kapspurigen auch Regelspurgleise verlegt werden können.
  - Kyūshū-Shinkansen (JR Kyūshū): Nishi-Kagoshima (heute Kagoshima-Chūō) – Yatsushiro, 126,8 km (1991) – Bis zur Eröffnung des ersten Teilstücks der Kagoshima-Route der Kyūshū-Shinkansen im Jahr 2004 wurde die Strecke von Limited-Express-Zügen bedient. Es erfolgte eine Umstellung auf Voll-Shinkansen-Normen und damit auf Normalspur.

### Strecken im Bau
- Chūō-Shinkansen (中央新幹線) (JR Central): Tokio (Shinagawa) – Sagamihara – Kōfu – Iida – Nagoya, 286 km (Eröffnung ursprünglich 2027 geplant, auf 2034 verzögert[20]). Mit einer Höchstgeschwindigkeit von 505 km/h[21] soll die Fahrtzeit zwischen Tokio und Nagoya auf 40 Minuten verkürzt werden.[22]
- Hokkaidō-Shinkansen (JR Hokkaidō): Shin-Hakodate – Sapporo, 211,3 km. Die Strecke soll bis 2039 fertiggestellt werden und anschließend mit einer Höchstgeschwindigkeit von bis zu 360 km/h befahren werden. Damit würde sich die Reisezeit zwischen Tokio und Sapporo (1035,1 km) auf 3 Stunden 57 Minuten verkürzen.[23]

### Strecken in Planung
- Hokuriku-Shinkansen (JR West): Tsuruga – Kyōtō – Ōsaka (Eröffnung 2030 geplant)
- Chūō-Shinkansen (中央新幹線) (JR Central): Nagoya – Nara – Osaka, 152 km (Eröffnung 2037 geplant)
- Kyūshū-Shinkansen (West-Kyūshū-Route) (JR Kyūshū): Takeo-Onsen – Shin-Tosu, ca. 50 km (Eröffnungstermin noch offen)

### Langfristig geplante Streckennetzerweiterungen

Übersichtskarte über die langfristig geplanten Streckenerweiterungen

Zusätzlich wurden im November 1973 zwölf Strecken zum Grundplan hinzugefügt, die langfristig realisiert werden sollen. Für keine dieser Strecken gibt es bislang konkrete Planungen. Angesichts der Haushaltslage Japans stehen viele der Strecken auf dem Prüfstand und eine tatsächliche Umsetzung ist nicht gesichert, einzig die Shikoku-Shinkansen wird derzeit (Stand Januar 2021) ernsthafter öffentlich diskutiert.
- Hokkaidō-Shinkansen (北海道新幹線): Sapporo – Asahikawa, 130 km
- Hokkaidō-Süd-Strecke-Shinkansen (北海道南回り新幹線, Hokkaidō Minami-Mawari Shinkansen): Oshamanbe – Muroran – Sapporo, 180 km
- Uetsu-Shinkansen (羽越新幹線): Toyama – Joetsu – Nagaoka – Niigata – Akita – Aomori, 560 km
- Ōu-Shinkansen (奥羽新幹線): Fukushima – Yamagata – Akita, 270 km
- Hokuriku-Chūkyō-Shinkansen (北陸・中京新幹線): Nagoya – Tsuruga, 50 km
- San’in-Shinkansen (山陰新幹線): Osaka – Tottori – Matsue – Shimonoseki, 550 km
- Trans-Chūgoku-Shinkansen (中国横断新幹線, Chūgoku Ōdan Shinkansen): Okayama – Matsue, 150 km
- Shikoku-Shinkansen (四国新幹線): Osaka – Tokushima – Takamatsu – Matsuyama – Ōita, 480 km
- Trans-Shikoku Shinkansen (四国横断新幹線, Shikoku Ōdan Shinkansen): Okayama – Kōchi – Matsuyama, 150 km
- Ost-Kyūshū-Shinkansen (東九州新幹線, Higashi-Kyūshū Shinkansen): Fukuoka – Ōita – Miyazaki – Kagoshima, 390 km
- Trans-Kyūshū-Shinkansen (九州横断新幹線, Kyūshū Ōdan Shinkansen): Ōita – Kumamoto, 120 km

### Abgebrochene Projekte
- Narita-Shinkansen (成田新幹線): Tokio – Flughafen Narita, 65 km. Der Baubeginn war 1974, die Bauarbeiten mussten aber 1983 aufgrund massiver Proteste der Grundbesitzer entlang der projektierten Trasse eingestellt werden. 1987 wurden die Planungen offiziell aufgegeben. Einige Bauvorleistungen für die Strecke werden mittlerweile von der Keisei Narita-Flughafenlinie genutzt.

## Fahrgastentwicklung

### Entwicklung der Fahrgastzahlen seit Einführung der Shinkansen
(Quelle: Daten 1964 – 2006, 2007 – Gegenwart

### Tabellarische Auflistung der Fahrgastzahlen je Strecke und Jahr in Millionen Passagieren
(Quellen: )
|        | Tōkaidō | San'yō | Tōhoku | Jōetsu | Hokuriku | Kyūshū | Hokkaidō | Nishi-Kyūshū | Summe  | Veränderung zum Vorjahr | Anmerkungen |
| ------ | ------- | ------ | ------ | ------ | -------- | ------ | -------- | ------------ | ------ | ----------------------- | --- |
| FY1964 | 11,0    | –      | –      | –      | –        | –      | –        | –            | 11,0   |                         | Inbetriebnahme der Tōkaidō-Shinkansen am 1. Oktober 1964 |
| FY1965 | 31,0    | –      | –      | –      | –        | –      | –        | –            | 31,0   | +181,8 %                | |
| FY1966 | 43,8    | –      | –      | –      | –        | –      | –        | –            | 43,8   | +41,3 %                 | |
| FY1967 | 55,3    | –      | –      | –      | –        | –      | –        | –            | 55,3   | +26,3 %                 | |
| FY1968 | 65,9    | –      | –      | –      | –        | –      | –        | –            | 65,9   | +19,2 %                 | |
| FY1969 | 71,6    | –      | –      | –      | –        | –      | –        | –            | 71,6   | +8,6 %                  | |
| FY1970 | 84,6    | –      | –      | –      | –        | –      | –        | –            | 84,6   | +18,2 %                 | |
| FY1971 | 85,4    | –      | –      | –      | –        | –      | –        | –            | 85,4   | +0,9 %                  | |
| FY1972 | 98,1    | 11,8   | –      | –      | –        | –      | –        | –            | 109,9  | +28,7 %                 | Inbetriebnahme der San'yō-Shinkansen zwischen Ōsaka und Okayama |
| FY1973 | 116,1   | 12,0   | –      | –      | –        | –      | –        | –            | 128,1  | +16,6 %                 | |
| FY1974 | 117,5   | 15,7   | –      | –      | –        | –      | –        | –            | 133,2  | +4,0 %                  | |
| FY1975 | 114,5   | 38,2   | –      | –      | –        | –      | –        | –            | 152,7  | +14,6 %                 | Inbetriebnahme der Verlängerung der San'yō-Shinkansen zwischen Okayama und Hakata (Fukuoka) |
| FY1976 | 104,7   | 38,8   | –      | –      | –        | –      | –        | –            | 143,5  | −6,0 %                  | |
| FY1977 | 95,1    | 31,7   | –      | –      | –        | –      | –        | –            | 126,8  | −11,6 %                 | |
| FY1978 | 91,8    | 31,9   | –      | –      | –        | –      | –        | –            | 123,7  | −2,4 %                  | |
| FY1979 | 92,0    | 32,0   | –      | –      | –        | –      | –        | –            | 124,0  | +0,2 %                  | |
| FY1980 | 94,5    | 31,5   | –      | –      | –        | –      | –        | –            | 126,0  | +1,6 %                  | |
| FY1981 | 94,5    | 31,5   | –      | –      | –        | –      | –        | –            | 126,0  | ±0,0 %                  | |
| FY1982 | 91,3    | 33,7   | 14,0   | 4,1    | –        | –      | –        | –            | 143,1  | +13,6 %                 | Inbetriebnahme der ersten Streckenabschnitte der Tōhoku- und Jōetsu-Shinkansen ab Ōmiya |
| FY1983 | 91,3    | 34,9   | 23,4   | 10,3   | –        | –      | –        | –            | 159,9  | +11,7 %                 | |
| FY1984 | 93,8    | 35,2   | 24,1   | 11,1   | –        | –      | –        | –            | 164,2  | +2,7 %                  | |
| FY1985 | 97,8    | 35,2   | 44,5   | 15,8   | –        | –      | –        | –            | 193,3  | +17,7 %                 | Verlängerung der Tōhoku- und Jōetsu-Shinkansen von Ōmiya bis Ueno |
| FY1986 | 99,8    | 35,2   | 43,6   | 16,0   | –        | –      | –        | –            | 194,6  | +0,7 %                  | |
| FY1987 | 102,0   | 54,0   | 45,2   | 16,8   | –        | –      | –        | –            | 218,0  | +12,0 %                 | Privatisierung und Aufspaltung der JNR |
| FY1988 | 112,0   | 61,0   | 49,1   | 18,9   | –        | –      | –        | –            | 241,0  | +10,6 %                 | |
| FY1989 | 117,3   | 62,2   | 51,5   | 19,8   | –        | –      | –        | –            | 250,8  | +4,1 %                  | |
| FY1990 | 130,0   | 66,0   | 57,7   | 22,8   | –        | –      | –        | –            | 276,5  | +10,2 %                 | |
| FY1991 | 134,0   | 68,0   | 65,7   | 26,0   | –        | –      | –        | –            | 293,7  | +6,2 %                  | Verlängerung der Tōhoku- und Jōetsu-Shinkansen von Ueno bis Tokio |
| FY1992 | 132,0   | 68,0   | 68,4   | 26,7   | –        | –      | –        | –            | 295,1  | +0,5 %                  | |
| FY1993 | 132,0   | 57,0   | 68,6   | 26,6   | –        | –      | –        | –            | 284,2  | −3,7 %                  | |
| FY1994 | 128,0   | 57,0   | 69,5   | 26,6   | –        | –      | –        | –            | 281,1  | −1,1 %                  | |
| FY1995 | 132,8   | 63,5   | 71,7   | 27,3   | –        | –      | –        | –            | 295,3  | +5,1 %                  | |
| FY1996 | 134,2   | 64,4   | 74,0   | 38,0   | –        | –      | –        | –            | 310,6  | +5,2 %                  | |
| FY1997 | 134,4   | 62,8   | 76,8   | 30,5   | 5,1      | –      | –        | –            | 309,6  | −0,3 %                  | Inbetriebnahme des ersten Streckenabschnitts der Hokuriku-Shinkansen |
| FY1998 | 130,4   | 60,2   | 79,0   | 35,6   | 9,1      | –      | –        | –            | 314,3  | +1,5 %                  | |
| FY1999 | 128,4   | 58,5   | 79,3   | 36,8   | 9,2      | –      | –        | –            | 312,2  | −0,7 %                  | |
| FY2000 | 130,5   | 58,4   | 80,1   | 36,1   | 9,4      | –      | –        | –            | 314,5  | +0,7 %                  | |
| FY2001 | 132,3   | 58,2   | 80,2   | 36,6   | 9,6      | –      | –        | –            | 316,9  | +0,8 %                  | |
| FY2002 | 129,6   | 58,6   | 80,4   | 36,4   | 9,6      | –      | –        | –            | 314,6  | −0,7 %                  | |
| FY2003 | 132,1   | 57,5   | 80,9   | 36,6   | 9,7      | 0,3    | –        | –            | 317,1  | +0,8 %                  | Inbetriebnahme des ersten Abschnitts der Kyūshū-Shinkansen |
| FY2004 | 136,5   | 58,6   | 80,4   | 35,3   | 9,6      | 3,8    | –        | –            | 324,2  | +2,2 %                  | |
| FY2005 | 143,5   | 60,6   | 81,7   | 36,7   | 9,6      | 3,9    | –        | –            | 336,0  | +3,6 %                  | |
| FY2006 | 145,3   | 61,0   | 82,9   | 37,3   | 9,9      | 4,0    | –        | –            | 340,40 | +1,3 %                  | |
| FY2007 | 151,32  | 63,43  | 84,83  | 38,29  | 10,14    | 4,18   | –        | –            | 352,19 | +3,5 %                  | |
| FY2008 | 138,85  | 57,40  | 82,16  | 37,36  | 10,05    | 4,16   | –        | –            | 329,98 | −6,3 %                  | |
| FY2009 | 138,03  | 58,58  | 77,10  | 35,14  | 9,49     | 3,84   | –        | –            | 322,18 | −2,4 %                  | |
| FY2010 | 140,83  | 60,50  | 75,03  | 34,38  | 9,29     | 4,46   | –        | –            | 324,50 | +0,7 %                  | |
| FY2011 | 143,02  | 64,36  | 76,18  | 34,83  | 9,42     | 12,14  | –        | –            | 339,94 | +4,7 %                  | Lückenschluss der Kyūshū-Shinkansen zwischen Shin-Yatsushiro und Hakata |
| FY2012 | 149,23  | 65,62  | 82,78  | 36,14  | 9,80     | 12,30  | –        | –            | 355,86 | +4,7 %                  | |
| FY2013 | 154,82  | 67,90  | 86,06  | 37,31  | 10,15    | 12,79  | –        | –            | 369,03 | +3,7 %                  | |
| FY2014 | 157,37  | 68,11  | 86,79  | 39,20  | 12,02    | 13,10  | –        | –            | 376,59 | +2,0 %                  | Teileröffnung des 2. Bauabschnitts der Hokuriku-Shinkansen nach Toyama |
| FY2015 | 162,97  | 72,06  | 90,45  | 42,96  | 31,84    | 13,65  | 0,10     | –            | 414,03 | +9,9 %                  | Vollständige Eröffnung des 2. Bauabschnitts der Hokuriku-Shinkansen nach Kanazawa; Eröffnung des 1. Bauabschnitts der Hokkaidō-Shinkansen nach Shin-Hakodate-Hokuto (Inbetriebnahme am 26. März 2016, Ende des FY2015 am 31. März 2016) |
| FY2016 | 167,72  | 72,53  | 91,09  | 43,06  | 30,75    | 13,27  | 2,11     | –            | 420,53 | +1,5 %                  | |
| FY2017 | 169,97  | 74,45  | 92,12  | 43,63  | 30,89    | 14,17  | 1,67     | –            | 426,89 | +1,5 %                  | |
| FY2018 | 174,17  | 76,01  | 93,49  | 44,45  | 31,67    | 14,49  | 1,60     | –            | 435,88 | +2,1 %                  | |
| FY2019 | 168,03  | 72,38  | 89,44  | 42,14  | 29,43    | 13,99  | 1,50     | –            | 416,91 | −4,3 %                  | Nachfragerückgang ausgelöst durch beginnende COVID-19-Pandemie |
| FY2020 | 65,59   | 32,09  | 37,86  | 17,99  | 12,08    | 7,07   | 0,53     | –            | 173,19 | −58,5 %                 | Nachfrageeinbruch ausgelöst durch die COVID-19-Pandemie |
| FY2021 | 85,69   | 39,36  | 45,88  | 22,52  | 15,47    | 7,98   | 0,61     | –            | 217,51 | +25,6 %                 | Langsame Erholung der Fahrgastzahlen durch abklingende COVID-19-Pandemie |
| FY2022 | 133,61  | 60,02  | 66,19  | 33,04  | 24,56    | 12,38  | 1,07     | (–)          | 330,84 | +52,1 %                 | Daten für Nishi-Kyūshū-Shinkansen in Statistik für Kyūshū-Shinkansen enthalten |
| FY2023 | 146,07  | 61,21  | 66,49  | 33,02  | 27,37    | 12,97  | 1,39     | (–)          | 348,52 | +5,3 %                  | Daten für Nishi-Kyūshū-Shinkansen in Statistik für Kyūshū-Shinkansen enthalten |

## Fahrpreise
Die Fahrpreise im Shinkansen setzen sich generell aus einem Grundpreis und einem Zuschlag zusammen, wobei der Zuschlag oft genau so hoch wie der Grundpreis liegt. Beide Preise werden nach den zurückgelegten Kilometern berechnet. Die Fahrpreise können bei der Nutzung von Mehrfahrtenkarten, Sonderangeboten oder Zonen-Tickets um 10–20 % reduziert werden, eine Bahncard oder Sparpreise wie in Deutschland gibt es aber nicht.

## Fahrzeugbauarten

### Serienfahrzeuge
| Zugtyp          | Bau- jahr     | Gesellschaft                           | Vmax in Betrieb | Leistung 1 | Länge 1    | Anzahl der Wagen                                                                | Anzahl der Züge            | Strecke                                                                         | Bild |
| --------------- | ------------- | -------------------------------------- | --------------- | ---------- | ---------- | ------------------------------------------------------------------------------- | -------------------------- | ------------------------------------------------------------------------------- | ---- |
| Baureihe 0      | 1964          | JNR (1964–1987) JR Central, West       | 220 km/h        | 11,84 MW   | 400,3 m    | 16: 1971–1999, 12: 1964–2000 6: 1985–2008, 4: 1997–2001                         | 3216 Wagen                 | Tōkaidō: 1964–1999, San’yō: 1972–2008                                           |      |
| Baureihe 100    | 1985          | JNR (1985–1987) JR Central, West       | 230 km/h 2      | 11,04 MW   | 402,1 m    | 16 mit 2 bzw. 4 Doppelstockwagen: 1985–2004, 6: 2002-2012, 4: 2000–2011         | 66                         | Tōkaidō: 1986–2003, San’yō: 1986-2012                                           |      |
| Baureihe 200    | 1980          | JNR (1980–1987) JR East                | 240 km/h 3      | 12,88 MW   | (400 m)    | 16 mit 2 Doppelstockwagen: 1991–2004 12: 1980–2007, 10: 2004-2013, 8: 1988–2000 | 66                         | Tōhoku (Tokio–Morioka): 1982-2011, Jōetsu: 1982–2013                            |      |
| Baureihe 300    | 1992          | JR Central, West                       | 270 km/h        | 12,0 MW    | 402,1 m    | 16                                                                              | 70                         | Tōkaidō: 1992–2012, San’yō: 1993–2012                                           |      |
| Baureihe E1     | 1994          | JR East                                | 240 km/h        | 9,84 MW    | 302,0 m    | 12 (durchgehend doppelstöckig)                                                  | 6                          | Tōhoku (Tokio–Morioka): 1994–1999, Jōetsu: 1994–2012                            |      |
| Baureihe E2     | 1995          | JR East                                | 275 km/h        | 9,6 MW     | 251,4 m    | 10: 2002–, 8: 1995–                                                             | 53                         | Tōhoku: 1997–, Nagano: 1997–2017, Jōetsu: 1998–2004, 2012–                      |      |
| Baureihe 500    | 1996          | JR West                                | 300 km/h 4      | 18,24 MW 5 | 404,0 m    | 16: 1996–2010, 8: 2008–                                                         | 9                          | Tōkaidō: 1997–2010, San’yō: 1997–                                               |      |
| Baureihe E4     | 1997          | JR East                                | 240 km/h        | 6,72 MW    | 201,0 m    | 8 (durchgehend doppelstöckig)                                                   | 26                         | Tōhoku (Tokio–Morioka): 1997–2005, (Tokio–Sendai): 2005–2012, Jōetsu: 2001–2021 |      |
| Baureihe 700    | 1997          | JR Central, West                       | 285 km/h        | 13,2 MW    | 404,7 m    | 16: 1997–2020, 8: 2000–                                                         | 91                         | Tōkaidō: 1999–2020, San’yō: 1999–                                               |      |
| Baureihe N700   | 2005          | JR Central, West, Kyūshū, Nishi-Kyūshū | 300 km/h        | 17,08 MW   | 404,7 m    | 16: 2005–, 8: 2008–                                                             | 168                        | Tōkaidō: 2007–, San’yo: 2007–, Kyūshū: 2011–, Nishi-Kyūshū: 2022–               |      |
| Baureihe 800    | 2004          | JR Kyūshū                              | 260 km/h        | 6,6 MW     | 154,7 m    | 6                                                                               | 9                          | Kyūshū: 2004–                                                                   |      |
| Baureihe E5     | 2009          | JR East                                | 300 km/h        | 9,96 MW    | 253,0 m    | 10                                                                              | 37 (59)                    | Tōhoku: 2011–                                                                   |      |
| Baureihe E7     | Herbst 2013   | JR East                                | 260 km/h        | 12 MW      | 300,3 m    | 12                                                                              | 27                         | Hokuriku: 2014– Jōetsu: 2019–                                                   |      |
| Baureihe W7     | Frühjahr 2014 | JR West                                | 260 km/h        | 12 MW      | 300,3 m    | 12                                                                              | 13                         | Hokuriku: 2015–                                                                 |      |
| Baureihe H5     | 2014          | JR Hokkaidō                            | 300 km/h        | 9,96 MW    | 253,0 m    | 10                                                                              | 4                          | Hokkaidō: 2016–                                                                 |      |
| Baureihe E10    | 2027          | JR East                                | 320 km/h        |            |            | 10                                                                              |                            | Tōkaidō: 2027–                                                                  |      |
| Mini-Shinkansen |               |                                        |                 |            |            |                                                                                 |                            |                                                                                 |      |
| Baureihe 400    | 1990          | JR East                                | 240 km/h 6      | 5,04 MW    | 148,0 m    | 7 (6: 1990–1994)                                                                | 12                         | Yamagata: 1992–2010                                                             |      |
| Baureihe E3     | 1995          | JR East                                | 275 km/h 6      | 6,0 MW     | 128,2 m    | 0-Serie: 6 (5: 1995–1998) 1000-/2000-Serie: 7                                   | 41                         | 0-Serie: Akita: 1997–2014 1000-/2000-Serie: Yamagata: 1999–                     |      |
| Baureihe E6     | 2010          | JR East                                | 320 km/h 6      | 6,0 MW     | 148,7 m    | 7                                                                               | 24                         | Akita: 2013–                                                                    |      |
| Baureihe E8     | 2022-2026     | JR East                                | 300 km/h 6      |            | 148,65 m   | 7                                                                               | 17                         | Yamagata: 2024–                                                                 |      |
| JR-Maglev       |               |                                        |                 |            |            |                                                                                 |                            |                                                                                 |      |
| Baureihe L0     | 2013          | JR Central                             | 603 km/h 7      |            | max. 392 m | max. 14                                                                         | 4 Endwagen, 10 Mittelwagen | Erweiterte Yamanashi Test-Strecke (Chūō-Shinkansen)                             |      |

Es können gekuppelt werden:
- Baureihe 200 (8 Wagen) + Baureihe 400 (7 Wagen) (1992–1997)
- Baureihe 200 (10 Wagen) + Baureihe 400/E3 (7 bzw. 6 Wagen) (1997–2001)
- Baureihe E4 (8 Wagen) + Baureihe 400 (7 Wagen) (1999–2010)
- Baureihe E4 (8 Wagen) + Baureihe E3 (7 Wagen) (1999–)
- Baureihe E2 (10 Wagen) + Baureihe E3 (6 Wagen) (1999–)
- Baureihe E4 (8 Wagen) + Baureihe E4 (8 Wagen) (1997–)
- Baureihe E5 (10 Wagen) + Baureihe E3 (6 Wagen) (2011–)[36]
- Baureihe E5 (10 Wagen) + Baureihe E6 (7 Wagen) (2013–)

### Prototypen und Experimentalfahrzeuge
| Zugtyp                                 | Betriebs- jahre | Gesellschaft | Leistung                | Vmax                            | Anmerkung                                                                       |
| -------------------------------------- | --------------- | ------------ | ----------------------- | ------------------------------- | ------------------------------------------------------------------------------- |
| Baureihe 1000                          | 1962–1964       | JNR          | 2,72 MW (Vierwagenzug)  | 256 km/h                        | 30. März 1963 auf Testfahrstrecke (später Tōkaidō-Strecke)                      |
| Baureihe 951                           | 1968–1979       | JNR          | 1,84 MW (Zweiwagenzug)  | 286 km/h                        | 24. Februar 1972 auf San’yō-Strecke                                             |
| Baureihe 961                           | 1973–1990       | JNR          | 6,6 MW (Sechswagenzug)  | 319 km/h                        | 7. Dezember 1979 auf Testfahrstrecke (später Tōhoku-Strecke)                    |
| Baureihe 962                           | 1979–1983       | JNR          | 5,52 MW Sechswagenzug   |                                 | Prototyp der Baureihe 200                                                       |
| Baureihe 500-900 (WIN350)              | 1992–1996       | JR West      | 7,2 MW (Sechswagenzug)  | 350,4 km/h                      | 8. August 1992 auf San’yō-Strecke, Erprobungsträger für Baureihe 500            |
| Baureihe 952/953 (STAR 21) 12          | 1992–1998       | JR East      | Neunwagenzug            | 425 km/h                        | 21. Dezember 1993 auf Jōetsu-Strecke                                            |
| Baureihe 955 (300X)                    | 1995–2002       | JR Central   | 9,72 MW (Sechswagenzug) | 443 km/h                        | 26. Juni 1996 auf Tōkaidō-Strecke                                               |
| Gauge Change Train GCT01-01 bis -03    | 1998–2006       | JTRI         | Dreiwagenzug            | 300 km/h 130 km/h               | umspurbar                                                                       |
| Baureihe E954 (FASTECH 360 S)          | 2005–2009       | JR East      | 8,6 MW (Achtwagenzug)   | 398 km/h                        | Erprobungsträger für Baureihe E5                                                |
| Baureihe E955 (FASTECH 360 Z)          | 2006–2008       | JR East      | Sechswagenzug           | 405 km/h (technisch zugelassen) | Erprobungsträger für Baureihe E6 (Mini-Shinkansen-Typ)                          |
| Gauge Change Train GCT01-201 bis -203  | 2006-2013       | JTRI         | Dreiwagenzug            | 270 km/h 130 km/h               | umspurbar                                                                       |
| Gauge Change Train, FGT-9001 bis -9004 | 2014-2017       | JR Kyūshū    | Vierwagenzug            | 270 km/h 130 km/h               | umspurbar                                                                       |
| Baureihe E956 (ALFA-X)                 | seit 2019       | JR East      | Zehnwagenzug            | 400 km/h                        | Erprobungsträger für einen Regelbetrieb mit 360 km/h zwischen Tokio und Sapporo |

### Dienstfahrzeuge
JR East, JR West und JR Central betreiben darüber hinaus gelb lackierte Diagnosezüge auf Basis der Shinkansen-Baureihen (Baureihen 0, 200, 700 und E3) mit dem Spitznamen Doctor Yellow, die bei voller Geschwindigkeit den Zustand der Hochgeschwindigkeitsstrecken überprüfen.

## Zugbezeichnungen und Fahrzeugeinsatz
Alle Shinkansen-Züge haben entsprechend den verschiedenen Zielorten, Zwischenhalten oder Fahrzeugen die folgenden Zugbezeichnungen.
| Zugbezeichnung                                     | Dt. Übersetzung                        | Strecke                                | Startbahnhof                           | Endbahnhof                                                      | Länge 13                               | Fahrzeugeinsatz 14                                  | Beschreibung | Bild                                   |                                        |
| Tōkaidō- / San’yō- / Kyūshū-Shinkansen             | Tōkaidō- / San’yō- / Kyūshū-Shinkansen | Tōkaidō- / San’yō- / Kyūshū-Shinkansen | Tōkaidō- / San’yō- / Kyūshū-Shinkansen | Tōkaidō- / San’yō- / Kyūshū-Shinkansen                          | Tōkaidō- / San’yō- / Kyūshū-Shinkansen | Tōkaidō- / San’yō- / Kyūshū-Shinkansen              | Tōkaidō- / San’yō- / Kyūshū-Shinkansen | Tōkaidō- / San’yō- / Kyūshū-Shinkansen | Tōkaidō- / San’yō- / Kyūshū-Shinkansen |
| -------------------------------------------------- | -------------------------------------- | -------------------------------------- | -------------------------------------- | --------------------------------------------------------------- | -------------------------------------- | --------------------------------------------------- | --- | -------------------------------------- | -------------------------------------- |
| Nozomi (のぞみ)                                    | Hoffnung / Wunsch                      | Tōkaidō, San’yō                        | Tokio                                  | Hakata                                                          | 1069,1 km                              | Baureihe N700                                       | Super-Expressverbindung, die zwischen Shin-Ōsaka und Hakata nur an ausgewählten Bahnhöfen hält                                                                        |                                        |                                        |
| Hikari (ひかり)                                    | Licht / Leuchten                       | Tōkaidō, San’yō                        | Tokio                                  | Hakata                                                          | 1069,1 km                              | Baureihe N700                                       | Expressverbindung, die zwischen Shin-Ōsaka und Hakata nur an ausgewählten Bahnhöfen hält                                                                              |                                        |                                        |
| Hikari Rail Star (ひかりレールスター)              | Licht Rail Star                        | San’yō                                 | Shin-Ōsaka                             | Hakata                                                          | 553,7 km                               | Baureihe 700                                        | Verbindung, die zwischen Shin-Ōsaka und Hakata an den meisten Bahnhöfen hält                                                                                          |                                        |                                        |
| Kodama (こだま)                                    | Echo                                   | Tōkaidō, San’yō                        | Tokio                                  | Hakata                                                          | 1069,1 km                              | Baureihen N700, 500 (nur auf San’yō-Shinkansen)     | Züge halten an allen Bahnhöfen der Tokaido- und San’yō-Shinkansen, aber kein Zug durchfährt beide Shinkansen komplett, sodass umgestiegen werden muss                 |                                        |                                        |
| Mizuho (みずほ)                                    | Fruchtbare Reisähre                    | Kyūshū, San’yō                         | Shin-Ōsaka                             | Kagoshima-Chūō                                                  | 810,5 km                               | Baureihe N700                                       | Super-Expressverbindung nur mit Halt an ausgewählten Bahnhöfen |                                        |                                        |
| Sakura (さくら)                                    | Kirschblüte                            | Kyūshū, San’yō                         | Shin-Ōsaka                             | Kagoshima-Chūō                                                  | 810,5 km                               | Baureihen N700, 800 (nur auf der Kyūshū-Shinkansen) | Expressverbindung mit Halt an ausgewählten Bahnhöfen |                                        |                                        |
| Tsubame (つばめ)                                   | Schwalbe                               | Kyūshū                                 | Hakata                                 | Kumamoto oder Kagoshima-Chūō                                    | 256,8 km                               | Baureihen 800, N700                                 | Halt an allen Unterwegsbahnhöfen |                                        |                                        |
| Kamome (かもめ)                                    | Möwe                                   | Nishi-Kyūshū                           | Takeo-Onsen                            | Nagasaki                                                        | 66,0 km                                | Baureihen N700S                                     | Halt an allen Unterwegsbahnhöfen |                                        |                                        |
| Tōhoku- / Hokkaidō- / Yamagata- / Akita-Shinkansen |                                        |                                        |                                        |                                                                 |                                        |                                                     | |                                        |                                        |
| Hayabusa (はやぶさ)                                | Wanderfalke                            | Tōhoku, Hokkaidō                       | Tokio                                  | Shin-Aomori oder Shin-Hakodate-Hokuto                           | 1035,1 km                              | Baureihen E5, H5                                    | Super-Expressverbindung mit Halt an nur ausgewählten Unterwegsbahnhöfen; Höchstgeschwindigkeit von 320 km/h                                                           |                                        |                                        |
| Hayate (はやて)                                    | Sturmwind                              | Tōhoku, Hokkaidō                       | Tokio                                  | Shin-Aomori oder Shin-Hakodate-Hokuto                           | 1035,1 km                              | Baureihen E5 und H5, E2, E3 (nur Verstärkerwagen)   | Expressverbindung, die zwischen den Bahnhöfen Ōmiya und Sendai ohne Zwischenstopp verkehrt                                                                            |                                        |                                        |
| Yamabiko (やまびこ)                                | Bergecho                               | Tōhoku                                 | Tokio                                  | Sendai oder Morioka                                             | 496,5 km                               | Baureihen E2, E3 und E5/H5                          | Schnelle Verbindung, die nicht an allen Unterwegsbahnhöfen hält |                                        |                                        |
| Nasuno (なすの)                                    | Feld in Nasu                           | Tōhoku                                 | Tokio                                  | Nasushiobara oder Kōriyama                                      | 213,9 km                               | Baureihen E2, E3 und E5/H5                          | Züge halten an allen Bahnhöfen |                                        |                                        |
| Komachi (こまち)                                   | Ono no Komachi                         | Akita                                  | Tokio                                  | Akita                                                           | 623,8 km                               | Baureihe E6                                         | Mini-Shinkansen-Verbindung, die Züge verkehren zwischen Tokio und Morioka mit den Zügen der Hayate-Verbindung gekuppelt mit einer Höchstgeschwindigkeit von 320 km/h. |                                        |                                        |
| Tsubasa (つばさ)                                   | Flügel                                 | Yamagata                               | Tokio                                  | Shinjō                                                          | 403,7 km                               | Baureihe E3                                         | Mini-Shinkansen-Verbindung, die Züge zwischen Tokio und Fukushima mit den Zügen der Yamabiko-Verbindung gekuppelt                                                     |                                        |                                        |
| Jōetsu- und Hokuriku-Shinkansen                    |                                        |                                        |                                        |                                                                 |                                        |                                                     | |                                        |                                        |
| Toki (とき)                                        | japanischer Ibis                       | Jōetsu                                 | Tokio                                  | Niigata                                                         | 269,5 km                               | Baureihen E7 und E2                                 | Express-Verbindung, die nicht an allen Unterwegsbahnhöfen hält |                                        |                                        |
| Tanigawa (たにがわ)                                | Berg Tanigawa                          | Jōetsu                                 | Tokio                                  | Takasaki oder Echigo-Yuzawa (im Winter weiter nach Gala-Yuzawa) | 151,4 km                               | Baureihen E7 und E2                                 | Hält an allen Unterwegsbahnhöfen |                                        |                                        |
| Asama (あさま)                                     | Vulkan Asama                           | Hokuriku                               | Tokio                                  | Kanazawa                                                        | 345,5 km                               | Baureihen E2 und E7/W7                              | Halt an den meisten Unterwegsbahnhöfen; älteste Verbindung auf dem anfänglich noch „Nagano-Shinkansen“ genannten 1. Bauabschnitt der Hokuriku-Shinkansen              |                                        |                                        |
| Kagayaki (かがやき)                                | Glanz                                  | Hokuriku                               | Tokio                                  | Kanazawa                                                        | 345,5 km                               | Baureihen E7/W7                                     | Expressverbindung der Hokuriku-Shinkansen mit Halt an nur ausgewählten Unterwegsbahnhöfen                                                                             |                                        |                                        |
| Hakutaka (はくたか)                                | Nachtfalke                             | Hokuriku                               | Tokio                                  | Kanazawa                                                        | 345,5 km                               | Baureihen E7/W7                                     | Halt an allen Unterwegsbahnhöfen |                                        |                                        |
| Tsurugi (つるぎ)                                   | Degen                                  | Hokuriku                               | Toyama                                 | Kanazawa                                                        | 58,5 km                                | Baureihen E7/W7                                     | Shuttle-Verbindung mit Halt an allen Unterwegsbahnhöfen |                                        |                                        |

### Ehemalige Zugbezeichnungen
- Tōkaidō-/San’yō-Shinkansen
  - West Hikari: Zwischen 1988 und 2000 angebotene Verbindung zwischen Shin-Ōsaka und Hakata, bedient mit Sechswagenzügen der Baureihe 0.
  - Grand Hikari: Zwischen 1989 und 2002 angebotene Verbindung zwischen Tokio und Hakata, bedient mit 16-Wagenzügen der Baureihe 100, in die vier Doppelstockwagen eingefügt wurden.
  - Family Hikari: Ab 1995 während der Sommermonate angebotene Verbindung zwischen Shin-Ōsaka und Hakata mit Kinderspielbereich in Wagen 3, bedient mit Sechswagenzügen der Baureihe 0.
- Jōetsu-Shinkansen
  - Asahi (あさひ, dt. „Morgensonne“): Von 1982 bis 2002 wurden die schnellen Züge zwischen Tokio und Niigata als Asahi bezeichnet und mit den Baureihen 200, E1, E2 und E4 bedient.[39]
  - Max Asahi (MAX あさひ): Asahi-Verbindung, die mit doppelstöckigen Zügen der Baureihe E1 bedient wurden (1994–2002)
  - Max Toki (MAX とき): Toki-Verbindung, die mit doppelstöckigen Zügen der Baureihen E1 bzw. E4 bedient wurden (2002–2021)
  - Max Tanigawa (MAX たにがわ): Tanigawa-Verbindung, die mit doppelstöckigen Zügen der Baureihe E4 bedient wurden (2002–2021)
- Tōhoku-Shinkansen
  - Aoba (あおば, dt. „Schloss Aoba“): Von 1982 bis 1997 wurden die Züge zwischen Tokio und Nasushiobara oder Sendai mit den Baureihen 200, 400, E1 und E2 bedient und hielten an allen Bahnhöfen.[39]
  - Super-Komachi (スーパーこまち): Verbindungen zwischen Tokio und Akita, die von 2013 bis 2014 mit der Baureihe E6 betrieben wurde und ca. 5 Minuten schneller war als die Komachi-Verbindungen. Nach der vollständigen Ausmusterung der Baureihe E3 wurde die Verbindung wieder in Komachi zurückbenannt.[40]

## Technik
Da die Shinkansen-Züge auf dem überwiegenden Teil der Strecken eine Betriebsgeschwindigkeit von 200 km/h überschreiten, war eine von herkömmlichen Strecken abweichende Technik notwendig. Ungeachtet der Geschwindigkeit werden dabei Fahrkomfort und Sicherheit auf hohem Niveau gehalten. Der Erfolg dieser Technik war über Japan hinaus in vielen Ländern ein Anstoß, die Rolle des Schienenverkehrs zu überdenken.

### Strecke und Gleisanlage
Die Shinkansen-Strecken (ausgenommen Mini-Shinkansen) sind Neubaustrecken und vom übrigen Bahnnetz getrennt. Sie sind normalspurig (1435 mm). Grundsätzlich liegt der Gleisabstand bei 4,3 Metern, der minimale Bogenradius bei 4000 Metern und die maximale Neigung bei 15 Promille (Gesetz des Verkehrsministeriums Nr. 39 im Jahr 2000). Der niedrige Standard wurde auf der erst gebauten Tōkaidō-Strecke geschaffen. Der größere Standard (breitere Kurven und stärkere Steigung) wird in der neu gebauten Abschnitte der Strecken aufgenommen.
- Der kleinste Bogenradius wird größer; bei der Tōkaidō-Shinkansen beträgt er 2500 m (Höchstgeschwindigkeit 255 km/h). Alle Strecken seit der San’yō-Shinkansen haben grundsätzlich Bogenradien von mehr als 4000 m, so dass sie mit der gegenwärtigen Höchstgeschwindigkeit von 300 km/h ohne Geschwindigkeitseinbrüche befahren werden können. Allerdings besteht diese Möglichkeit bedingt durch Grund- und Terraineinschränkungen nicht auf allen Strecken, damals lag der gesetzlich zugelassene minimale zulässige Bogenradius (Gesetz des Verkehrsministeriums Nr. 70 im Jahr 1964) bei 400 m. Innerhalb der Ballungszentren (z. B. zwischen den Bahnhöfen Tokio und Ōmiya auf der Tōhoku-Shinkansen sowie Tokio und Shin-Yokohama auf der Tōkaidō-Shinkansen) wurden die Shinkansen-Strecken parallel zu vorhandenen Strecken gebaut. Auch im An- und Abfahrtsbereich der Hauptbahnhöfe sowie im Bereich einiger anderer Durchgangsbahnhöfe und Tunnel wurden engere Bogenradien gewählt.
- Als die Tōkaido-Shinkansen wegen der günstigen Baukosten nur mit Schotteroberbau gebaut wurde, passierten häufig Unfälle in der Winterzeit. Dabei fielen an den Zügen anhaftende Eisblöcke auf den Schotter und beschädigten Zugfenster bzw. Geräte unter dem Zug.[41] Aus diesem Grund wird auf den später gebauten Strecken eine Feste Fahrbahn verwendet. In einige Regionen mit starken Schneefällen werden die Sprinkleranlagen auf der Tōkaidō-, Tōhoku- und Jōetsu-Shinkansen sowie die Schneeschützen aus Beton auf der Tōhoku-, Jōetsu- und Mini-Shinkansen errichtet.
- Die Höchstgeschwindigkeit jeder Teilstrecke der Shinkansen wird auch nach dem Lärmstandard im Gesetz des Umweltministeriums (Gesetz Nr. 46 im Jahr 1970) begrenzt. Dieser Standard erfordert bei der Zugfahrt weniger als 70 bzw. 75 dB am Ort mit 20 Metern Distanz von der Streckenachse.[42] Beispielsweise wird die Höchstgeschwindigkeit zwischen den Bahnhöfen Ōmiya und Utsunomiya auf der Tōhoku-Shinkansen auf bis zu 240 km/h begrenzt.
- Um den Fahrkomfort und die Sicherheit zu erhöhen sowie die Lärmbelastung zu vermindern, wurden diverse Anpassungen an Schienen und Weichen vorgenommen. Für die Verringerung der Fugenzahl wurden besonders lange 25-m-Einzelschienen verlegt und verschweißt. Auf der Tōhoku-Shinkansen, zwischen den Bahnhöfen Numakunai und Hachinohe, befindet sich ein 60,4 km langer Abschnitt. Um mit höherer Geschwindigkeit zu durchfahren, wurden Weichen mit beweglichem Herzstück verwendet. Die zulässige Höchstgeschwindigkeit beträgt im Zweiggleis 160 km/h (z. B. bei der Abzweigung von der Jōetsu-Shinkansen auf die Hokuriku-Shinkansen in der Nähe des Bahnhofs Takasaki).
- Auf einigen Abschnitten der Strecken werden wegen des gemeinsamen Betriebs mit Güter- und Nahverkehr Dreischienengleise eingebaut (z. B. Akita-Shinkansen). Auf der Yamagata-Shinkansen wurden sie im Jahr 1998 wieder abgebaut, nachdem der Güterverkehr dort eingestellt worden war. Auf der Hokkaido-Shinkansen wurden auf einer Länge von etwa 82 km, einschließlich des Seikan-Tunnels, Dreischienengleise eingebaut.[43]
- Für die Mini-Shinkansen-Strecken nach Yamagata und Akita wurden die Bestandsstrecken von 1067 auf 1435 mm umgespurt. Auf diesen Strecken ist trassierungsbedingt jedoch nur eine Geschwindigkeit von 130 km/h zulässig. Sie kann allerdings aufgrund der vielen engen Bögen und der Neigungsverhältnisse nicht überall ausgefahren werden. Nach dem Gesetz, welches den Eisenbahnbetrieb regelt (Gesetz des Verkehrsministeriums Nr. 15 im Jahr 1989), sollte der Bremsweg bei einer Schnellbremsung auf Altstrecken kürzer als 600 Meter sein und die Höchstgeschwindigkeit wurde auf 130 km/h begrenzt. Auch nach der Abschaffung dieses Gesetzes im Jahr 2002 wurde die Höchstgeschwindigkeit wegen der Sicherheit an Bahnübergängen und der Bögen nicht erhöht. Eine höhere Geschwindigkeit auf Mini-Shinkansen-Strecken erfordert die hohen Baukosten des Weiteren zweigleisigen Ausbaus mit den neuen Tunneln und Überwerfungsbauwerken.[44]

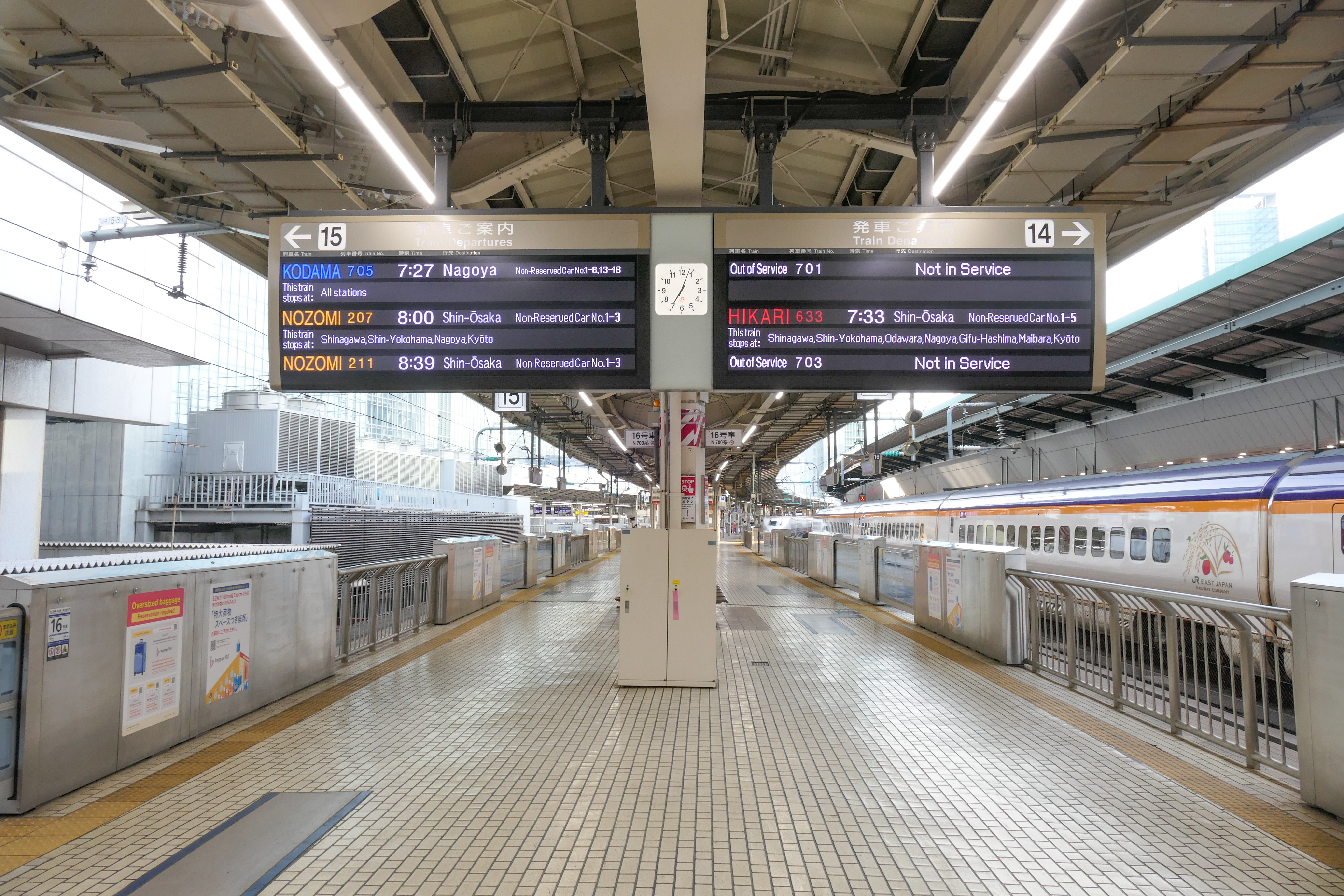
Bahnhof Tokio – Sicherheitsabsperrung und Anzeigetafel

Um Personenunfälle zu vermeiden, wurden folgende Maßnahmen getroffen:
- Zur Vermeidung von Kollisionen mit Kraftfahrzeugen wurde auf Bahnübergänge komplett verzichtet, mit Ausnahme der für die Mini-Shinkansen angepassten Bestandsstrecken. Auf diesen wurde lediglich die Zahl der Bahnübergänge reduziert und die Sicherungstechnik verbessert.
- Der gesamte Gleisbereich wurde für Personen unzugänglich gemacht, hauptsächlich durch Niveautrennung des Bahnkörpers. Auch wurden die für Behinderung des Bahnverkehrs vorgesehenen Strafen, durch eine Sonderverordnung für den Shinkansen, gegenüber dem herkömmlichen Bahnverkehr verschärft.
- Zur Vermeidung von Unfällen durch Kontakt mit durchfahrenden Zügen wurden Bahnsteige mit beweglichen Absperrungen ausgestattet oder bahnsteiglose Durchfahrgleise eingerichtet (mit einigen Ausnahmen für Bahnhöfe mit nur wenigen oder keinen durchfahrenden Zügen wie Nagoya oder Ōmiya).

### Sicherungstechnik
- Bei hohen Geschwindigkeiten ist es nicht möglich, an der Strecke aufgestellte Signale mit hinreichender Sicherheit vom Führerstand aus zu erkennen. Der Shinkansen wurde daher mit einer selbsttätigen Zugsteuerung ATC mit Führerstandssignalisierung ausgestattet, die die zulässige Geschwindigkeit im Führerstand anzeigt. Wegen der Erhöhung der Geschwindigkeit wurde das analoge ATC-System, das ursprünglich sechs Geschwindigkeitsstufen bis 210 km/h umfasste, später auf zwölf Stufen bis 300 km/h erweitert. Ab 2001 wurde ein neues Digital-ATC-System schrittweise auf den Tōkaidō-, Tōhoku-, Jōetsu- und Kyūshū-Strecken eingebaut, um die Fahrzeit zu reduzieren und die Zugfolgezeiten zu verkürzen.[45] Mit der neuen Technik wurde es ferner möglich, an Stelle von blockabschnittsbezogenen (starren) Höchstgeschwindigkeiten Züge mit dynamisch zurückgehender Geschwindigkeit zum Anhaltepunkt zu führen. Die Informationen zu Halteorten und Geschwindigkeitswechseln (beispielsweise vor Bögen und im abzweigenden Strang zu befahrenden Weichen) werden über die Schienen übertragen.
- Von der zentralen Steuerung CTC (Centralized Traffic Control) der Streckenzentrale werden der Fahrzustand aller Züge geregelt sowie Weichen und Signale gestellt. Ab den 1990er-Jahren wurde das neue Zugsteuerungssystem PTC (Programmed Traffic Control) eingeführt, um CTC, Bahnsteiginformation, die Wartung der Züge und die Erstellung der speziellen Fahrpläne bei Verkehrsstörungen zu koordinieren.

### Stromversorgung
- Das 25-kV-Einphasenwechselstromnetz wird mit den folgenden Frequenzen betrieben: (Anmerkung: In Japan existieren zwei regional getrennte Stromnetze mit unterschiedlicher Frequenz, aber einheitlicher Spannung von 100 V im Hausnetz und 220 V im Drei-Phasen-Netz. z. B. in Tokio 50 Hz und in Osaka 60 Hz)
  - Die Tōkaidō-Shinkansen wird einheitlich mit 60 Hz versorgt.[46] In der Präfektur Shizuoka liegt die Grenze zwischen 50 und 60 Hz. Die jeweiligen Streckenabschnitte mit derselben Frequenz wurden mit dem Ziel, die Fahrzeugtechnik zu vereinfachen, möglichst lang ausgelegt. Dies bedingt in Gebieten mit 50-Hz-Stromversorgung für die Fahrleitungsspeisung eine Frequenzumrichtung auf 60 Hz.
  - Der Systemtrennstelle zwischen 50 und 60 Hz für die Hokuriku-Shinkansen befindet sich in der Nähe von Karuizawa.
  - Abweichend von oben genanntem werden die regionalen Shinkansen-Strecken mit der lokalen Wechselstromfrequenz betrieben. Die San’yō-Shinkansen (als Verlängerung der Tōkaidō-Shinkansen) und die Kyūshū-Shinkansen mit 60, die Tōhoku-Shinkansen und die Jōetsu-Shinkansen mit 50 Hz.
- Die Triebzüge der Mini-Shinkansen, die auf den Yamagata- und Akita-Linien sowohl auf Bestandsstrecken mit 50 Hz, einer Fahrleitungsspannung von 20 kV und teilweise auf neuen Shinkansenstrecken betrieben wird, sind daher mehrsystemfähig.

### Fahrzeugtechnik
- Die Züge haben keine Triebköpfe – die Antriebseinheiten sind unterflur über die Länge des Zuges verteilt. Dieses System weist eine höhere Beschleunigungs- und Bremsleistung auf, ist leichter und belastet den Bahnkörper weniger. Dies vermindert Bau- und Wartungskosten der Strecken auf den weichen japanischen Böden. Bei technischen Problemen wird die entsprechende Antriebseinheit abgeschaltet, ohne dass der gesamte Zug betroffen ist (mit einer abgeschalteten Antriebseinheit können in 25 Promille Steigung 160 km/h erreicht werden).[47] Japanische Hochgeschwindigkeitszüge konnten in mehrere asiatische Länder exportiert werden. Taiwan nahm 2007 eine Schnellfahrstrecke mit japanischer Technologie in Betrieb, während Südkorea für den Korea Train Express auf TGV-Technik setzte. Für China lieferten japanische Hersteller den auf der Shinkansenserie E2 basierenden CRH2. Zuletzt hat sich Indien für den Einsatz des Shinkansen entschieden.
- Die Wagen der Shinkansen-Züge sind 25 Meter lang und mit 3,38 Metern deutlich breiter als europäische Hochgeschwindigkeitszüge, so dass bei gleicher Länge eine höhere Sitzkapazität erreicht wird. Es werden fünf statt vier Sitze pro Reihe eingebaut, sie lassen sich in Fahrtrichtung drehen. Die Wagen der Mini-Shinkansen-Züge, die auch auf Altstrecken mit schmalerem Lichtraumprofil verkehren, sind grundsätzlich 20 Meter lang und mit 2,95 Metern nur so breit wie europäische Reisezugwagen. Hält ein solcher Zug auf dem Bahnhof einer Neubaustrecke, werden zur Spaltüberbrückung Tritte ausgeklappt.
- Die Baureihe 0 hatte für jede Antriebseinheit einen Stromabnehmer. Bei der Erhöhung der Höchstgeschwindigkeit trennten sich die Stromabnehmer häufiger unter Lichtbogenbildung vom Fahrdraht; das führte zu Lärm und beschädigte oft die Oberleitung und die Stromabnehmer. Um die Bildung von Schaltlichtbögen aus dem Abspringen eines Stromabnehmers zu reduzieren, wurden alle Stromabnehmer der neueren Shinkansen-Züge mit einer Hochspannungsdachleitung elektrisch verbunden, so dass nur noch zwei bzw. drei Stromabnehmer angelegt werden müssen.[48] Mit dieser Maßnahme wurde der Lärm aus den Stromabnehmern verringert. Mit neuer Technik (Verbesserung der Schleifleiste des Stromabnehmers) können die Züge der neuesten Shinkansen-Baureihen E5 und E6 mit nur einem angelegten Stromabnehmer fahren.[38]
- Für eine hohe Antriebsleistung ist der Anteil der angetriebenen Wagen im Zugverband sehr hoch. In der auf der Tōkaidō-Shinkansen eingesetzten Baureihe 0 der ersten Generation und der ursprünglich beim Tōhoku-Shinkansen und Jōetsu-Shinkansen eingesetzten Baureihe 200 sind alle Wagen angetrieben. Auch bei der Baureihe 500 (aufgrund der hohen Beschleunigung für die Verlängerung der mit 300 km/h zurückgelegten Strecke) und bei der Kyūshū-Shinkansen-Baureihe 800 (aufgrund der hohen Steigung) sind wieder alle Wagen angetrieben.

- Markenzeichen der Shinkansen-Züge ist das aerodynamische Design mit einer langgestreckten, nasenartigen Bugform. Hierdurch wird dem Tunnelknall entgegengewirkt, der bei der Durchfahrt durch die in Japan häufigen engen Tunnel auftreten kann. Wegen der Erhöhung der Höchstgeschwindigkeit von 210 auf 320 km/h wurde die Buglänge, die ursprünglich 4,5 Meter bei der ersten Shinkansen-Generation der Baureihe 0 betrug, bei den neueren Generationen der Baureihen E5 und E6 auf 15 Meter verlängert.[49]
- Die Wagen sind druckdicht ausgeführt, damit die Druckschwankungen, die beim Tunneleintritt mit hoher Geschwindigkeit entstehen, den Fahrkomfort nicht einschränken.
- Die neuesten Shinkansen-Generationen sind mit Neigetechnik über die Luftfederbälge der Sekundärfederung in den Drehgestellen ausgerüstet. Die Wagen der Baureihe N700 können sich um bis zu einem Grad neigen. Damit konnte die zulässige Geschwindigkeit in den Bögen der Tōkaidō-Strecke (2500 m Regelradius) von 255 auf 270 km/h erhöht werden.[50] Die Wagen der Baureihen E5 und E6 können sich um 1,5 Grad neigen, um die Bögen mit Radien von 4000 Metern auf der Tōhoku-Strecke mit 320 km/h zu durchfahren.[33] Die Prototypenzüge dieser Baureihen (FASTECH 360) waren für die geplante Höchstgeschwindigkeit von 360 km/h auf eine Neigung von 2° ausgelegt.[51]

### Höchstgeschwindigkeiten im Regelbetrieb
Auf der ältesten Strecke des Shinkansen, der Tōkaidō-Linie zwischen Tokio und Osaka wurden Bögen und Tunnel ursprünglich für eine Geschwindigkeit von 200 km/h ausgelegt, heute aber schneller befahren (bis 285 km/h). Auf den neueren Gebirgsstrecken der San’yō-Shinkansen mit ihren begrenzten Bogenradien und größeren Neigungen sind Geschwindigkeiten bis 240 km/h die Regel. Insbesondere auf der Strecke der Jōetsu-Shinkansen stellen zudem starke Schneefälle ein besonderes Problem dar, dem Rechnung getragen werden muss. Zunehmend wird auch die erhöhte Lärmbelästigung beim Durchqueren von Siedlungsgebieten als Argument gegen eine weitere Steigerung der Geschwindigkeit betrachtet.
Die Züge der Baureihe 500 verkehrten bis 2010 mit 300 km/h. Die Züge der Reihe N700 erreichen dank Neigetechnik dieselbe Geschwindigkeit auch bei ungünstigeren Streckenverhältnissen.
Dennoch wurden von 2004 bis 2009 Versuchsfahrten für eine Geschwindigkeit von 360 km/h mit Einheiten der Bauarten E954 und E955 durchgeführt. Die daraus entwickelten Baureihen E5 und E6 erreichen auf der Tōhoku-Shinkansen im Regelbetrieb 320 km/h.
Im September 2006 stellte ein Velaro E des deutschen Multikonzerns Siemens mit 404 km/h einen neuen Geschwindigkeitsweltrekord für serienmäßige Züge auf. Für die zurzeit mit 320 km/h verkehrenden französischen TGV ist eine Anhebung auf 360 km/h geplant. In Deutschland verkehren ICEs im Fahrgastbetrieb mit bis zu 300 km/h.

## Unfälle
Seit der Betriebsaufnahme im Jahr 1964 gab es bis heute keinen Unfall mit Todesfolge:
- Entgleisungen
  - Auf einer Betriebsfahrt entgleiste am 21. Februar 1973 um 17:30 Uhr ein Zug der Baureihe 0, der vom Betriebswerk Osaka zur Hauptstrecke der Tōkaido-Shinkansen mit 25 km/h unterwegs war.[53] Der Lokführer bemerkte einen Halteauftrag zu spät und der Zug stoppte auf einer Weiche, die jedoch für die Hauptstrecke gestellt war. Der Fahrdienstleiter gab ohne Kenntnis des Oberbau- und Fahrzeugzustandes die Anweisung zum Zurückfahren und der Zug entgleiste in der Weiche ohne Personenschaden. Durch die Zugbeeinflussung konnte ein mit 200 km/h fahrender Zug (Kodama 142) 467 Meter vor der Unfallstelle halten. Beim Absoluthaltsignal der Automatic Train Control (ATC) sollte der Zug wegen der automatischen Schnellbremsung vor der Weiche zum Stehen kommen. Nach dem Unfall wurde ein zusätzlicher Gleismagnet vor der Signalspule des Absoluthaltsignals eingebaut und die Anzahl der Signalspulen verdoppelt. Außerdem wurde ein besser geeignetes Schmiermittel für die Spurkranzschmierung verwendet.
  - Einer der schwersten Unfälle in der Geschichte des Shinkansen ereignete sich beim Chūetsu-Erdbeben der Stärke 6,8 auf der Richterskala am 23. Oktober 2004 um 17:56 Uhr Ortszeit. Trotz einer automatisch eingeleiteten Schnellbremsung entgleiste der mit 155 Reisenden besetzte Zug Toki 325 nach Niigata zwischen den Bahnhöfen Urasa und Nagaoka. Der Zug kam schnell zum Stillstand, da der Shinkansen seit 1998[54] über ein Erdbebenfrühwarnsystem verfügt. (Wenn ein Erdbeben registriert wird, wird automatisch die Fahrleitungsspannung abgeschaltet und die Züge leiten eine automatische Schnellbremsung ein.) Acht der zehn Wagen entgleisten. Zwar gab es keine Verletzten, jedoch ragte ein Endwagen so weit in das Lichtraumprofil des Nachbargleis hinein, dass es im ungünstigsten Falle zu einem Zusammenstoß mit einem Gegenzug hätte kommen können. Es war das erste Mal, dass ein japanischer Hochgeschwindigkeitszug im Fahrgastbetrieb entgleiste.
  - Der dritte Unfall mit Entgleisung ereignete sich beim Tōhoku-Erdbeben 2011 der Stärke 9,0 am 11. März 2011 um 14:46 Uhr. Obwohl die Teilstrecke der Tohoku-Shinkansen zwischen den Bahnhöfen Omiya und Iwate-Numakunai mit einer Länge von über 500 km an insgesamt 1200 Stellen (die Oberleitungen an 470 Stellen, die Pfeiler an 100 Stellen, die Oberbauten an 22 Stellen, die Scherung der Betonbrücken an 2 Stellen und die Decke der fünf Bahnhöfe)[55] beschädigt wurde, entgleiste nur ein Zug der Baureihe E2 mit einem Drehgestell des vierten Wagens bei einer Versuchsfahrt in der Nähe von Bahnhof Sendai ohne Personenschaden.[56] Die Strecke zwischen den Bahnhöfen Sendai und Ichinoseki war für 50 Tage bis zum 28. April unterbrochen.[57]
  - Am 16. März 2022 entgleiste während des Fukushima-Erdbebens der Stärke 7,3 um 23:36 Uhr Ortszeit ein mit 78 Personen besetzter Tōhoku-Shinkansen südwestlich von Shiroishi in der Präfektur Miyagi. Laut Angaben von JR East sprangen 60 der 64 Achsen des aus 16 Wagen (zehn Wagen der Baureihe E5 in Doppeltraktion mit sieben Wagen der Baureihe E6) bestehenden Zuges aus den Schienen. Es gab keine Verletzten.[58]
- Weitere Unfälle
  - Am 25. April 1966 gegen 19 Uhr brach die zweite Radsatzwelle des letzten Wagens einer Einheit der Baureihe 0, die als Hikari 42 von Shin-Osaka nach Tokio unterwegs war, zwischen Nagoya und Toyohashi auf der Tōkaidō-Shinkansen.[41] Obwohl die gebrochene Radsatzwelle am Achslager hängen blieb, entgleiste der Zug nicht und es kam nicht zu Personenschäden. Das Material der Radsatzwelle hatte wegen eines Stromausfalls bei der Herstellung eine ungenügende Stabilität.
  - Am 30. September 1991 blockierte ein Radsatz einer X-Garnitur der Baureihe 100 (Hikari 291 nach Shin-Osaka) auf der Tōkaido-Shinkansen-Strecke. Wegen eines Öllecks wurde der Antrieb von Wagen 15 beschädigt und ein zweiter Radsatz des Wagens blockierte.[59] Obwohl der Alarm im Führerstand unmittelbar bei der Ausfahrt aus dem Bahnhof Tokio ertönte, fuhr der Zug auf Anordnung der Fahrdienstleitung bis Bahnhof Mishima (ca. 100 km von Tokio) mit der durch die Zugbeeinflussung freigegebenen Geschwindigkeit von 225 km/h. Ein Teil des Radsatzes wurde auf 30 cm Länge und bis zu 3 cm Tiefe (insgesamt ca. 6 kg Masse) verformt. Nach diesem Unfall wurde ins Besichtigungshandbuch eingefügt, dass kontrolliert werden muss, ob alle Radsätze freigängig sind.
  - Am 27. Juni 1999 fielen im Fukuoka-Tunnel auf der San’yō-Strecke vier Betonklumpen (rund 200 kg) auf einen mit 220 km/h fahrenden Zug der Baureihe 0 (Hikari 351 nach Hakata). Das Dach dieses Zuges mit Klimaanlagen und zwei Stromabnehmern wurde – ohne Personenschaden – auf sechzehn Metern Länge ebenso beschädigt wie die Oberleitung.[60][61] Vorfälle mit fallenden Betonklumpen wiederholten sich noch einige Male in Tunneln auf der San’yō-Strecke (z. B. am 9. Oktober 1999 im Nord-Kyūsyū-Tunnel).
  - Am 19. September 2024 kam es auf der Tōhoku-Strecke während des Fahrgastbetriebs zu einer Zugtrennung zweier in Doppeltraktion fahrender Shinkansen-Züge. Der Verbund bestand aus dem führenden Hayabusa (Baureihe E5) des Tōhoku-Shinkansen und dem folgenden Komachi (Baureihe E6) des Akita-Shinkansen, die erst etwa 30 Minuten vor der Zugtrennung in Morioka zusammengekuppelt worden waren. Die beiden Züge waren mit 315 km/h in Richtung Tokio unterwegs, als es um 8:10 Uhr kurz vor Sendai zur Zugtrennung kam. Beide Zugteile leiteten einen Nothalt ein und blieben mit einem Abstand von ca. 300 Metern zueinander stehen. Keiner der Wagen entgleiste, auch kam niemand der insgesamt 320 Insassen zu Schaden. Der Vorfall löste jedoch eine hohe Zahl an Verspätungen und Zugausfällen auf den Strecken des Tōhoku-, Akita- und Yamagata-Shinkansen aus. Insgesamt waren 45.000 Reisende durch 72 Zugausfälle und 35 verspätete Züge betroffen. Der Betrieb auf der Strecke konnte noch am selben Tag um 13:10 fortgesetzt werden, nachdem die beiden havarierten Züge nach Sendai geschleppt worden sind.[62]
- Zerstörte Streckenabschnitte
  - Bisher wurden Shinkansen-Strecken bei starken Erdbeben zweimal ohne Fahrzeugschäden zerstört. Der erste Unfall dieser Art passierte am 20. April 1965 bei einem Erdbeben der Stärke 6,1 in der Nähe des Flusses Ōi in der Präfektur Shizuoka.[63] Obwohl ein Teil des Oberbaus der Tokaido-Shinkansen in der Stadt Shizuoka und Umgebung komplett zerfiel, hielten alle Züge unmittelbar nach dem Erdbeben durch CTC. Allerdings verkehrten damals auf der betroffenen Strecke nur zwei Züge pro Stunde.
  - Der zweite Unfall ereignete sich beim Erdbeben von Kōbe der Stärke 7,3 am 17. Januar 1995 um 05:46 Uhr Ortszeit.[64] Einige Betonbrücken, Pfeiler und Innenwände der Tunnel der San’yō-Shinkansen zerfielen und die Strecke zwischen den Bahnhöfen Shin-Osaka und Himeji war für 80 Tage bis zum 8. April unterbrochen. Aufgrund der Betriebsruhe der Shinkansen zwischen 0 und 6 Uhr fuhr zu dieser Uhrzeit kein Zug. Nach diesem Erdbeben wurde ein Erdbebenfrühwarnsystem am 28. April 1995 auf San’yō-Shinkansen installiert.[65] Zusätzlich wurde der zugelassene Bremsweg bei einer Schnellbremsung verkürzt; damit konnte die geplante Höchstgeschwindigkeit von 320 km/h der Baureihe 500 auf der San’yō-Strecke nicht verwirklicht werden.[66]

## Wirkung des Shinkansen über Japan hinaus

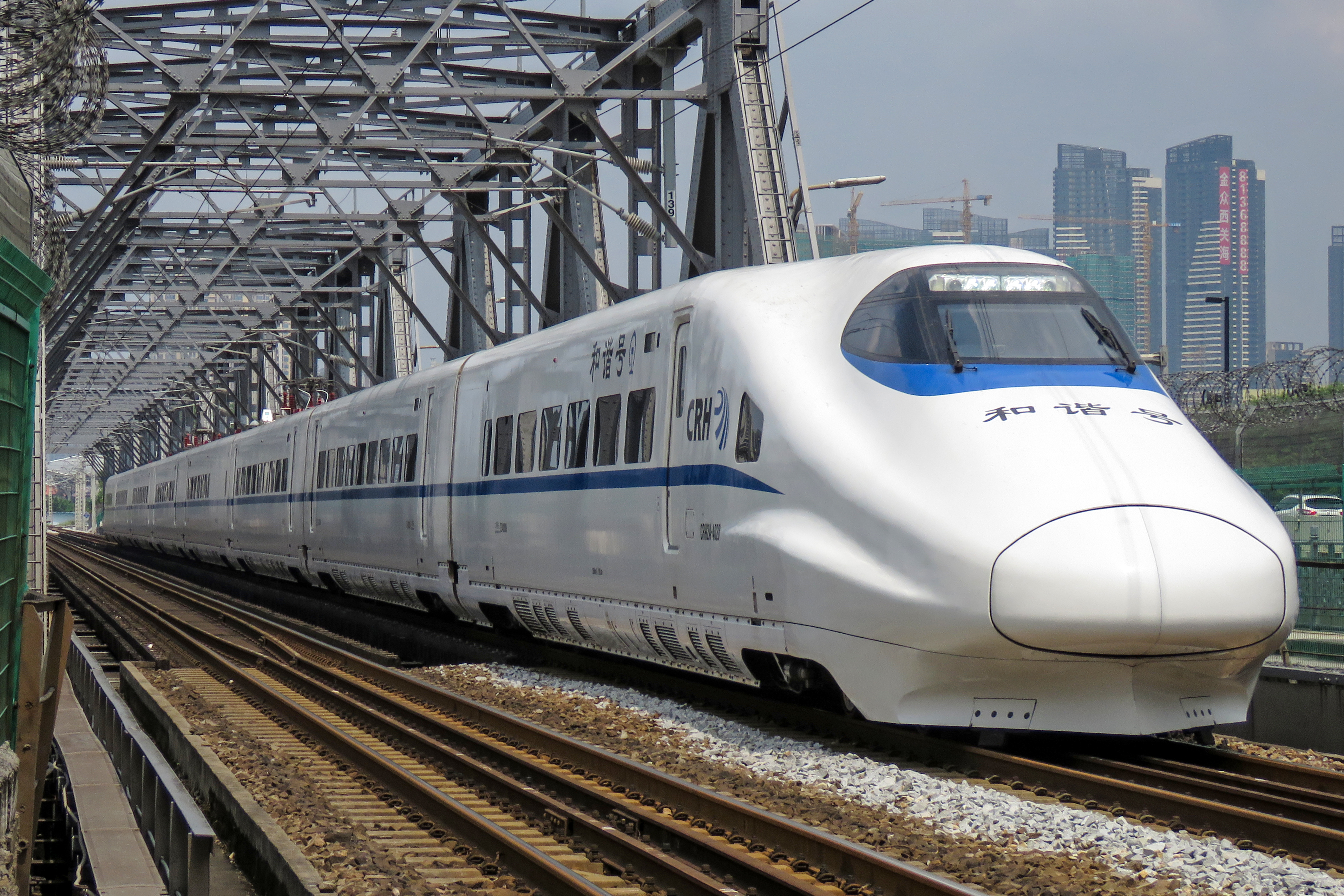
CRH2 (China)

Der Erfolg des Shinkansen strahlte auf viele Staaten Europas aus und trieb dort Pläne zur Modernisierung des im Vergleich zu Japans Shinkansen sehr viel älteren Eisenbahnnetzes voran. 1967 erreichte der französische Experimentalzug TGS eine Geschwindigkeit von mehr als 200 km/h, die bald danach auch von anderen europäischen Hochgeschwindigkeitszügen überschritten wurde. 1981 wurde die erste TGV-Strecke mit einer maximalen Betriebsgeschwindigkeit von 270 km/h eröffnet, was die Züge zum damaligen Zeitpunkt zu den schnellsten der Welt noch vor den Shinkansen machte.
Später wurden auch in Deutschland und Italien Schnellfahrstrecken und Hochgeschwindigkeitszüge geplant, die mit den ICE und Pendolino auch realisiert wurden. Andere Länder untersuchten ebenfalls die Einführung eigener Hochgeschwindigkeitszüge, führten jedoch vorerst, wie zum Beispiel Spanien, die französische und deutsche Technik ein.
Während in Japan das klassische Fernbahnnetz kapspurig ist, werden in Ländern mit bereits weit verbreitetem Normalspurnetz häufig existierende Anschlussgleise zu Bahnhöfen genutzt. Je nach Umständen werden anstelle von Neubaustrecken auch andere Zubringerstrecken genutzt oder vorhandene Strecken ausgebaut. Als ein System aus vom übrigen Eisenbahnverkehr abgegrenzten Strecken, Fahrzeugen und Zugangsstellen stellt der Shinkansen bis heute eine Ausnahme dar.

### Shinkansen-Technik weltweit
Bislang wurde die Shinkansen-Technologie noch in wenig Länder außerhalb Japans exportiert. Das mag vorrangig daran liegen, dass Hochgeschwindigkeitsnetze bis etwa zur Jahrtausendwende überwiegend in Ländern entstanden sind, die über eine eigene, starke Eisenbahnindustrie verfügen, zum Beispiel Frankreich und Deutschland. Mittlerweile gibt es aber eine wachsende Zahl an Projekten in Ländern, in denen dies nicht der Fall ist, so dass dort die japanischen Technologiehersteller verstärkt vertrieblich aktiv sind. Insbesondere in Schwellenländern wie Thailand und Vietnam werden weiterreichende technische, planerische und finanzielle Unterstützungen über die Japan International Cooperation Agency (独立行政法人国際協力機構, dokuritsu gyōseihōjin kokusai kyōryoku kikō) angeboten. Das soll den japanischen Herstellern gute Erfolgschancen ermöglichen. Neben Einzelkomponenten werden auch Turnkey- oder Build-Operate-Transfer-Modelle angeboten.
Bislang erfolgreiche außerjapanische Projekte mit Shinkansen-Technologie sind:
- China Railway High-Speed: Im August 2004 schloss die chinesische Staats- und Parteiführung einen Vertrag mit sechs japanischen Unternehmen, unter anderem mit Kawasaki Heavy Industries. Er regelt die Zusammenarbeit mit dem staatlichen chinesischen Lokomotiven-Hersteller Nanche Sifang („China Southern Locomotive and Rolling Stock Industry“), mit der die Shinkansen-Technologie auf fünf Strecken mit insgesamt etwa 2000 km Länge in der Volksrepublik aufgebaut werden sollten. Realisiert wurde dabei mit der Baureihe CRH2 eine von der Shinkansen-Baureihe E2 abgewandelte Version, die im Rahmen des vereinbarten Technologietransfers zunächst aus Japan importiert wurde. Anschließend wurden die Züge im Completely-Knocked-Down-Verfahren in China montiert. Sie werden seitdem auch in weiterentwickelten Varianten vollständig in China produziert.
- Taiwan High Speed Rail: Ein japanisches Konsortium unter Führung der Mitsui Group wurde beauftragt, Infrastruktur zu errichten und Rollmaterial in Form der Baureihe 700T bereitzustellen. Die Strecke in Taiwan verläuft zwischen der Hauptstadt Taipeh und Kaohsiung. Sie ist seit 2007 in Betrieb. Im Juni 2023 erhielt das Hitachi Toshiba Supreme Consortium den Auftrag, bis 2026 neue Fahrzeuge auf Basis der Baureihe N700S zu liefern. Der Auftrag über 12 Garnituren bzw. 144 Einzelwagen hat ein Volumen von 124 Milliarden Yen (ca. 828 Millionen Euro zum Zeitpunkt der Auftragsvergabe).[67]
- Schnellfahrstrecke Mumbai–Ahmedabad: Die derzeit im Bau befindliche Strecke zwischen Mumbai und Ahmedabad in Indien wird Shinkansen-Technologie einsetzen. Sie soll mit Zügen betrieben werden, die von der Baureihe E5 abgeleitet werden. Eine Teilinbetriebnahme ist für 2027 geplant, die vollständige Strecke soll 2028 eröffnet werden.[68]
- Texas Central High-Speed Railway: Für die geplante Schnellfahrstrecke zwischen Houston und Dallas in Texas ist der Einsatz der Baureihe N700-I vorgesehen, so dass auch die Sicherungstechnik und Zugbeeinflussung vom japanischen ATC-C abgeleitet werden.